# Islas Vírgenes de los Estados Unidos
Las Islas Vírgenes de los Estados Unidos (USVI, por las siglas en inglés de United States Virgin Islands) o simplemente Islas Virgenes estadounidenses, son un territorio organizado y no incorporado de los Estados Unidos. Las islas forman parte geográficamente del archipiélago de las islas Vírgenes, ubicado en las islas de Barlovento, de las Antillas Menores al noreste del mar Caribe o mar de las Antillas y al este de Puerto Rico.
El archipiélago se compone de las islas principales de Santa Cruz, San Juan y Santo Tomás; además de diversas islas menores que les rodean. El área total del territorio es de 133.73 millas cuadradas (346,36 km²). La capital del territorio es Charlotte Amalie, en la isla de Saint Thomas. 
Previamente conocidas como las Indias Occidentales Danesas del Reino de Dinamarca y Noruega, fueron vendidas a los Estados Unidos por Dinamarca por el Tratado de las Indias Danesas Occidentales de 1917. Están clasificadas por las Naciones Unidas como un territorio no autónomo. Las islas están organizadas bajo el Acta Orgánica Revisada de las Islas Vírgenes de 1954 y han organizado, desde entonces, cinco convenciones constitucionales. La última y única constitución propuesta, adoptada en 2009 por la 5.ª Convención Constitucional de las Islas Vírgenes de los Estados Unidos, fue rechazada por el Congreso de los Estados Unidos en 2010, que instó a la convención de reconsiderar las preocupaciones del Congreso y la administración de Obama. La convención sostuvo reuniones en octubre de 2012, pero no fue capaz de abordar los problemas y producir una constitución modificada antes de la fecha límite del 31 de octubre. 
En 2010, la población era de 106 405, y mayoritariamente compuesta por afrocaribeños. El turismo y categorías relacionadas componen la actividad económica principal, empleando a un alto porcentaje de la fuerza de civiles no-agricultores, que contaban con 42 752 personas en 2016. El trabajo en el sector privado compone el 71 % de la fuerza laboral total.

## Etimología
Cristóbal Colón nombró al archipiélago como las «Islas de las Once Mil Vírgenes», en referencia a la leyenda de Santa Úrsula y las Once Mil Vírgenes; finalmente, el nombre se abrevió a las «Islas Vírgenes». Para diferenciarlas del territorio británico que constituye la mitad oriental del archipiélago (cuyo nombre oficial es simplemente Virgin Islands), se le añadió el título «de los Estados Unidos» al nombre oficial de las islas (Virgin Islands of the United States).

## Historia

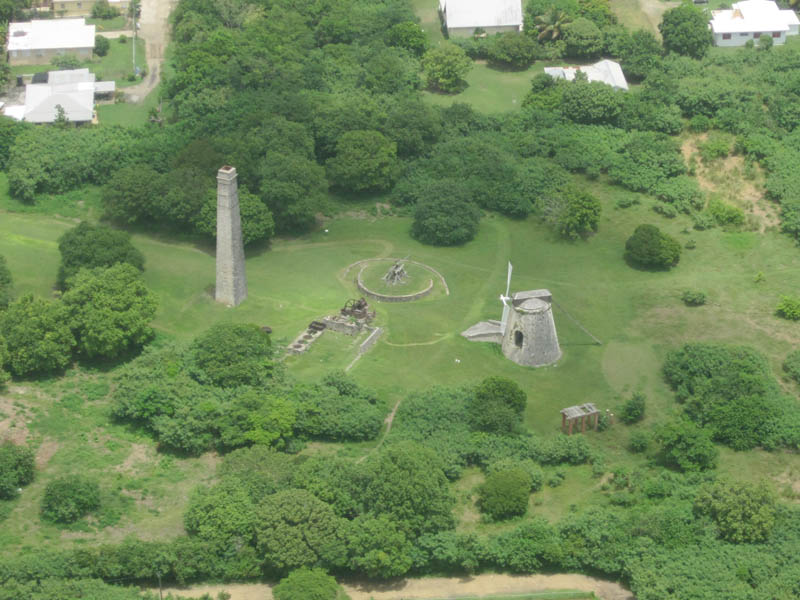
Ruinas de la época colonial danesa en la Isla de Santa Cruz

Las islas Vírgenes estuvieron habitadas por diversos grupos indígenas, especialmente los siboneyes, los caribes y los arahuacos. El navegante Cristóbal Colón divisó estas islas en 1493 durante su segundo viaje y les dio ese nombre en honor de Santa Úrsula y sus vírgenes. En los trescientos años posteriores, la administración de estas islas recayó en diversos colonizadores europeos: España, Reino Unido, los Países Bajos, Francia y Dinamarca.

### Antecedentes de la colonización
A principios del siglo XVII, las principales potencias coloniales, principalmente España y Portugal, pero también los Países Bajos, Francia e Inglaterra, habían colonizado la mayor parte del Caribe y, en el caso de España y Portugal, amplias zonas de Sudamérica. Sin embargo, ninguna de estas potencias coloniales había mostrado demasiado interés por Santo Tomás.
En 1652, los comerciantes daneses vieron el potencial del comercio con las Indias Occidentales cuando el navío Fortuna llegó a Copenhague con un valioso cargamento procedente de allí. Tras varios viajes exitosos, Federico III encargó al capitán Erik Nielsen Smit la colonización de Santo Tomás, de la que sería su primer gobernador. El 1 de julio de 1665 zarpó con su tripulación de Copenhague. La isla estaba poblada anteriormente por indígenas, pero los españoles los habían transportado a otras de sus islas como esclavos. En febrero de 1666 llegó a Copenhague el primer cargamento de azúcar, cacao, canela y puccohol. Sin embargo, lo más probable es que estas mercancías se compraran en otras islas. El intento de colonización fracasó. Erik Nielsen Smit murió al poco tiempo, los alimentos empezaron a escasear y la isla era asaltada regularmente por piratas. Otros intentaron entonces establecer el comercio desde las Antillas y África. Una compañía de Glückstadt ya había establecido los primeros fuertes en la costa de Guinea en 1657. Los beneficios no eran seguros y alrededor de uno de cada cuatro barcos se perdía por averías y naufragios. En 1672, la compañía de Glückstadt se rindió y entregó sus fuertes de la costa guineana al rey.

### Colonización danesa
La Compañía Danesa de las Indias Occidentales llegó a la isla de Santo Tomás (Saint Thomas) en 1672 y a San Juan (Saint John) en 1694. 

#### Los Hermanos Esmit
Nicolai Esmit, de Holstein, fue nombrado gobernador después de Iversen Dyppel porque afirmaba tener varios años de experiencia en las Indias Occidentales en relación con la colonización inglesa de Jamaica y Tortuga. Detrás de esta descripción de su carrera se escondía el hecho de que había sido pirata. Como gobernador, Esmit estaba aliado con los numerosos piratas que asolaban por aquel entonces todas las Indias Occidentales. Esmit fundó la ciudad de Taphus, desde 1691 conocida después como Charlotte Amalie. El nombre de Taphus (taphus eran posadas) procede de las tabernas que Esmit construyó. Esmit se dio cuenta de que él personalmente podía ganar mucho dinero dejando que los piratas utilizaran Santo Tomás como base para sus numerosas incursiones, especialmente contra barcos ingleses y franceses. Los gobernadores ingleses de Jamaica y otras islas británicas protestaron ante el gobierno danés, diciéndoles que si no podían mantener su propia casa en orden, se harían con Santo Tomás. Sin embargo, antes de que las autoridades pudieran reaccionar, Nicolai fue derrocado en una rebelión y sustituido por su hermano menor, Adolph Esmit.
Adolph no era mucho mejor que su hermano: permitía a los piratas esconderse en la bahía de Santo Tomás y les dejaba venderle su botín. Finalmente, un buque de guerra británico entró en la bahía, donde se encontraba el barco del infame pirata Jean Hamlin. El barco fue atacado. Al no tener suficientes hombres, Hamlin huyó del barco, que fue incendiado. Cuando los británicos preguntaron a Esmit dónde estaba Hamlin, éste respondió que había huido. Esto era falso: había permanecido en la isla y se había escondido allí hasta que hubiera pasado el peligro.
Poco después, ambos hermanos fueron llamados a Dinamarca para rendir cuentas de sus actos. Sin embargo, ambos fueron absueltos.

#### El desastroso viaje de Iversen
El rey danés convenció a Jørgen Iversen Dyppel para que emprendiera un segundo viaje a las Indias Occidentales danesas en busca de los dos hermanos Esmit. Sin embargo, encontrar una tripulación para el barco de Iversen Dyppel a Santo Tomás resultó difícil. Ningún oficial danés quiso participar, y en su lugar se trajo a oficiales holandeses. La mayoría del resto de la tripulación tuvo que ser sacada de las cárceles de Copenhague.
El barco zarpó de Copenhague el 10 de noviembre de 1682, y desde el principio hubo grandes desacuerdos entre Iversen Dyppel y los oficiales. Tras dos meses de navegación, el barco sólo había llegado al Canal de la Mancha, donde la tripulación se amotinó, e Iversen Dyppel, su mujer embarazada y su hijo murieron y fueron arrojados por la borda. Los oficiales corrieron la misma suerte, a excepción de uno, que se vio obligado a llevar el barco a las Azores. En la isla de Flores, los esclavos, el joven ayudante Torgersen Rosenberg y varios marineros quedaron a la deriva. Sólo Rosenberg sobrevivió y regresó más tarde a Dinamarca. Los rebeldes acabaron siendo enviados a Copenhague, donde fueron condenados y ejecutados. La viuda de Iversen llegó a las Antillas y se hizo cargo de las plantaciones de su marido junto con un administrador, con el que se casó más tarde.

#### Anexión de San Juan
Dinamarca fue la última potencia colonial en establecerse en las Antillas. Se estableció en la deshabitada isla de Santo Tomás en medio de las protestas de Gran Bretaña y España. Pero tras un contacto entre los reyes daneses y británicos, el gobernador de las islas británicas de Sotavento recibió instrucciones de ayudar a los colonos daneses. Cuando el gobernador Jørgen Iversen Dyppel intentó colonizar la vecina isla de San Juan pocos años después de su llegada, en 1675, los británicos no se mostraron tan complacientes y protestaron por el intento de colonización. Los daneses se retiraron, pero sin perder la esperanza de hacerse con el control de la isla a la que denominaron St. Jan (San Juan). En la década de 1680, había cierta presencia danesa en la isla. Según las cuentas, en 1680 se enviaron 79 libras de tabaco desde San Juan, al igual que se enviaron provisiones a la isla en 1686. Por lo demás, las fuentes danesas hasta 1718 mencionan sobre todo St. Jan en relación con la tala de madera.

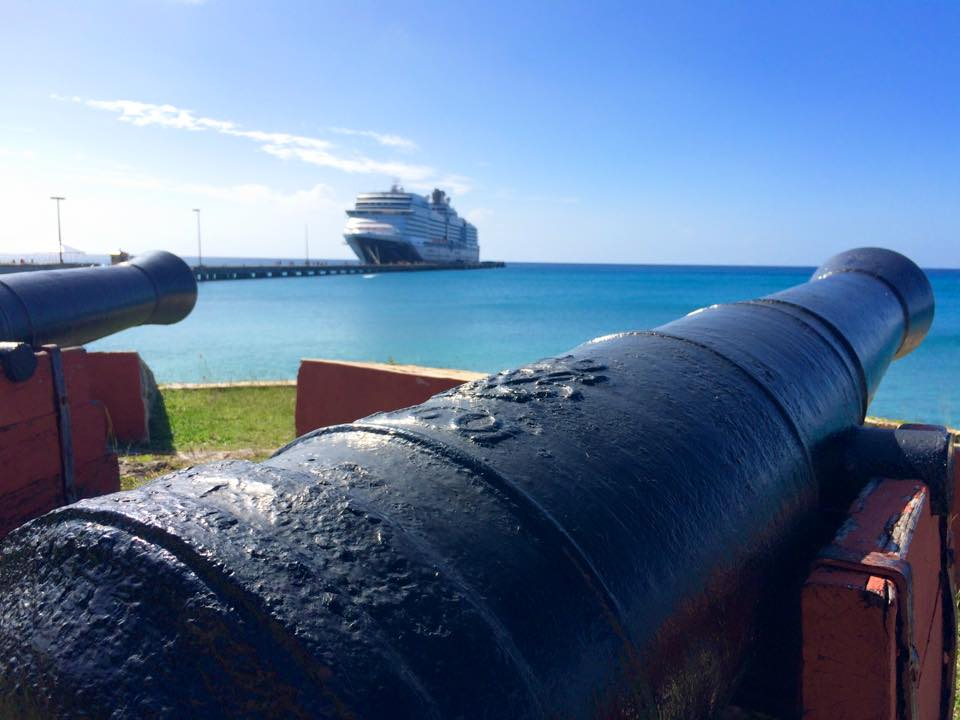
Cañón del Fuerte Frederik, esta fortificación fue construida entre 1652 y 1660 y ahora es parte del distrito histórico de Frederiksted

En la década de 1680, las relaciones entre Gran Bretaña y Dinamarca se enfriaron debido al régimen de los hermanos Adolph y Nicolai Esmits y Gabriel Milan como gobernadores en relación con su aparente comercio con piratas, actividad que Gran Bretaña intentaba detener. Además, ambos países reclamaban la soberanía sobre la isla española de Vieques. Los daneses habían establecido un puesto militar "Kronborg" en la isla en 1698, pero fue abandonado cuando una expedición escocesa llegó a Vieques. Sin embargo, los daneses mantuvieron su reclamación tanto sobre San Juan como sobre Vieques a pesar de las protestas extranjeras.
En 1715, el gobernador Mikkel Knudsen Crone informó a los dirigentes de la Compañía de las Indias Occidentales y Guinea en Copenhague de su intención de explorar tanto San Juan como Vieques antes de marcharse, ya que el suelo de Santo Tomás se estaba agotando y los propietarios de las plantaciones necesitaban nuevas tierras que cultivar. La administración no respondió a la petición y los planes no se llevaron a cabo. Al año siguiente, el nuevo gobernador, Erich Bredal, informó de que muchos propietarios de plantaciones de Santo Tomás querían trasladarse a San Juan, pero temían la reacción británica.
En 1717, el gobernador británico Walter Hamilton llegó a St Thomas con el buque de guerra HMS Scarborough y advirtió a los daneses contra la tala de árboles en St. Jan. La Compañía Guineana de las Indias Occidentales en Copenhague desconocía la renovación de la oposición británica a las actividades danesas en St. Jan y al mismo tiempo ordenó al gobernador Bredal que colonizara St. Jan. Los dirigentes de Copenhague habían supuesto que tras dos años de silencio británico había llegado el momento de la colonización danesa. Además, los daneses pensaban que había que hacer algo, ya que los británicos habían enviado expediciones a Vieques y San Juan el año anterior. Jan. La Compañía de las Indias Occidentales y Guinea supuso que era con la intención de cartografiar y posteriormente anexionar las islas. Pero a pesar de la orden de anexionar St Jan, no se hizo nada en 1717, ya que Bredal temía las consecuencias de la advertencia británica relacionada con la tala de madera.
Cuando se reactivaron los planes daneses de colonizar St. Jan empezó una grave sequía en las Antillas que había causado inquietud entre los propietarios de plantaciones británicos, ya que varias de las islas estaban llegando al límite. Buscaron nuevas tierras. En septiembre de 1717, colonos británicos se dirigieron a Vieques para ocupar esta isla, y a finales del verano de 1718, los plantadores de las agotadas islas de Anguila, Tórtola y Spanish Town presionaron en vano al gobernador británico Hamilton para que colonizara Santa Cruz. Hay pruebas de que los británicos necesitaban nuevas tierras, y San Juan podría haber sido una de ellas. San Juan podría entrar en juego, aunque un informe británico de 1716 había descrito St Jan como  "una pequeña isla estéril y montañosa", por lo que hasta entonces habían dado a la anexión de St Jan una prioridad baja. 
La parte danesa era consciente del interés británico por nuevas tierras, y por miedo a perder St Jan, los dirigentes daneses en Copenhague ordenaron la anexión de St Jan. Las autoridades en Copenhague ordenaron terminantemente al gobernador Bredal que actuara en ese momento. El 25 de marzo de 1718, el gobernador, 5 soldados, 20 propietarios de plantaciones y 16 esclavos desembarcaron en St. Jan, donde se izó la bandera danesa en una pequeña ceremonia en la bahía de Coral y la isla fue declarada danesa. Los británicos respondieron enviando un buque de guerra a St. Jan. La demanda fue rechazada por el gobernador Bredal y los británicos, que habían recibido la orden de no utilizar la fuerza, se retiraron. Poco después se inició en St. Thomas la tala de bosques, la construcción de plantaciones y la edificación del fuerte Fortsberg
El sucesor de Hamilton, John Hart, pidió al gobierno colonial de Londres que conquistara St. Jan a los daneses en 1722 y 1724, pero se le dijo que St Jan no merecía la pena el conflicto.  En 1726, el gobernador danés Moth escribió a la Compañía de las Indias Occidentales y Guinea que la isla podía considerarse habitada. Durante los primeros 15 años, se establecieron 100 plantaciones de algodón y azúcar que cubrían la mayor parte de la isla. En 1762, Gran Bretaña renunció a reclamar San Juan y reconoció la soberanía danesa.

#### Compra de Santa Cruz

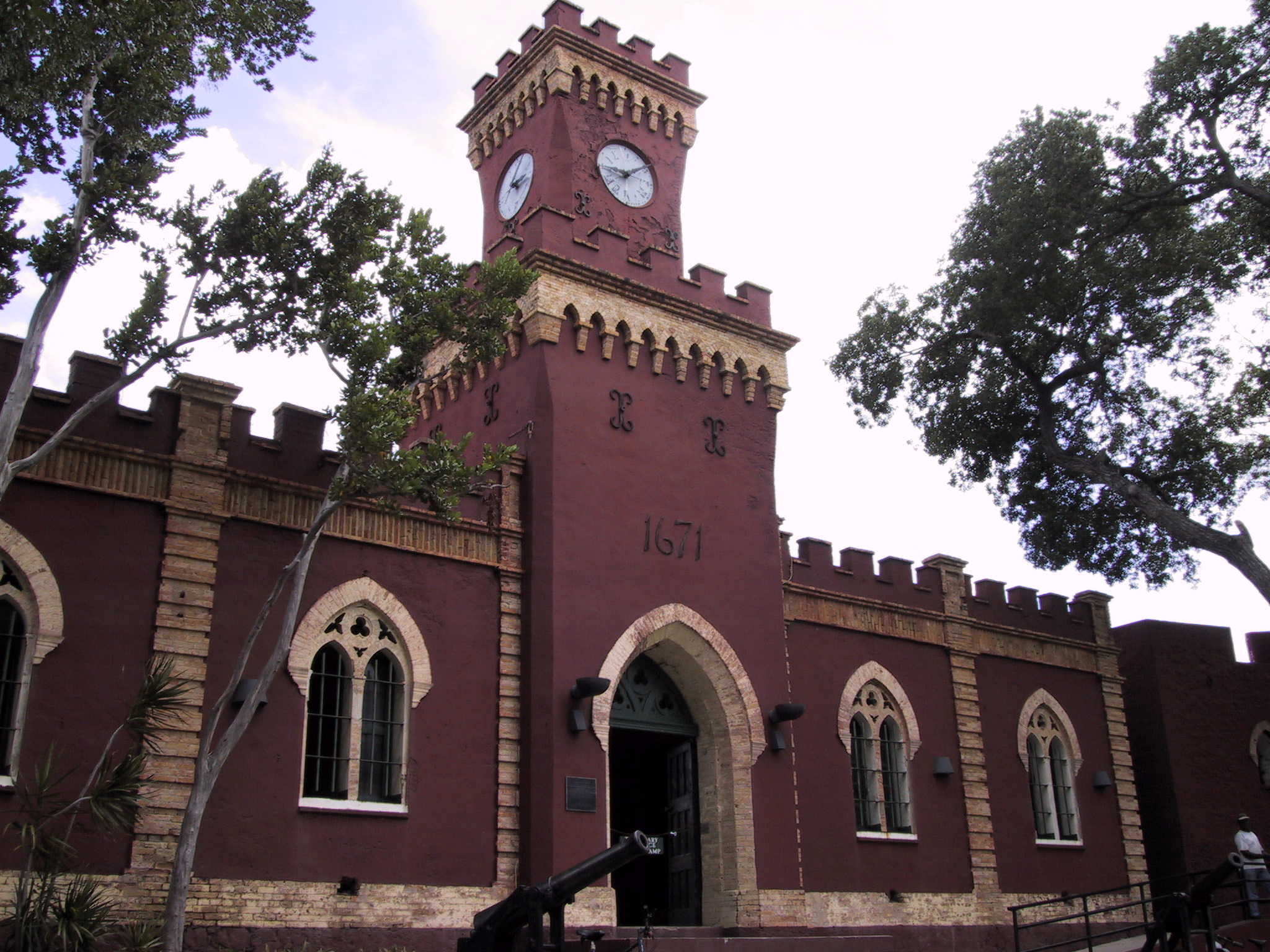
Fuerte Christian construido en 1671

16 años después de la anexión de St. Jan (San Juan), la isla de Santa Cruz (St Croix) pasó a formar parte de la colonia. St Croix había sido propiedad de la Soberana Orden de San Juan (Orden de Malta) a mediados del siglo XVI, tras haber sido legada la isla a principios de la década de 1650 por de Poincy, gobernador de la colonia francesa de St Kitts, quien la vendió a la Compañía Francesa de las Indias Occidentales (Compagnie des Indes occidentales) en 1665 y se convirtió en colonia de la Corona francesa en 1674. Bajo el mandato del gobernador francés du Bois (desde 1659), la colonia llegó a ser rentable, con más de 90 plantaciones de tabaco, algodón y caña de azúcar. Sin embargo, los franceses abandonaron la isla en 1695. El 15 de junio de 1733, Francia vendió Santa Cruz a la Compañía de las Indias Occidentales y Guinea (Vestindisk-guineisk Kompagni) por unas 750.000 libras, pero debido a la rebelión de San Juan, no fue hasta el 10 de enero de 1735 cuando se tomó posesión de la isla, según reportes de 1855. Como la compañía no exigía una nacionalidad específica para sus colonos, pronto atrajo a judíos españoles, hugonotes e ingleses, estos últimos llegaron a dominar la isla.
Tras hacerse cargo de la isla, la Compañía de las Indias Occidentales y Guinea no tenía una visión general de las condiciones, ni del tamaño ni de la forma de la isla. La dirección de la compañía en Copenhague disponía de un mapa francés de 60 años de antigüedad (de 1671), que se utilizó para preparar una de las estimaciones de cuántas plantaciones podían establecerse en la isla. El viejo mapa francés resultó contener graves errores, entre ellos exagerar la superficie de la isla en casi un 100%. La empresa pretendía vender las parcelas de plantación a precios elevados, a diferencia de St Thomas y St John, donde las parcelas se entregaban a la población de colonos, en consecuencia se sobrestimaron los ingresos previstos por la venta de tierras, la base imponible y los ingresos aduaneros procedentes de las exportaciones de azúcar.
Los dirigentes de la compañía no confiaban plenamente en la exactitud del mapa francés y, tras hacerse con el control de la isla, ordenaron la elaboración de un nuevo mapa. Se encargó la tarea a un agrimensor militar, cuya tarea principal era cartografiar las condiciones del puerto, las formaciones del terreno y estudiar las propiedades de las plantaciones.

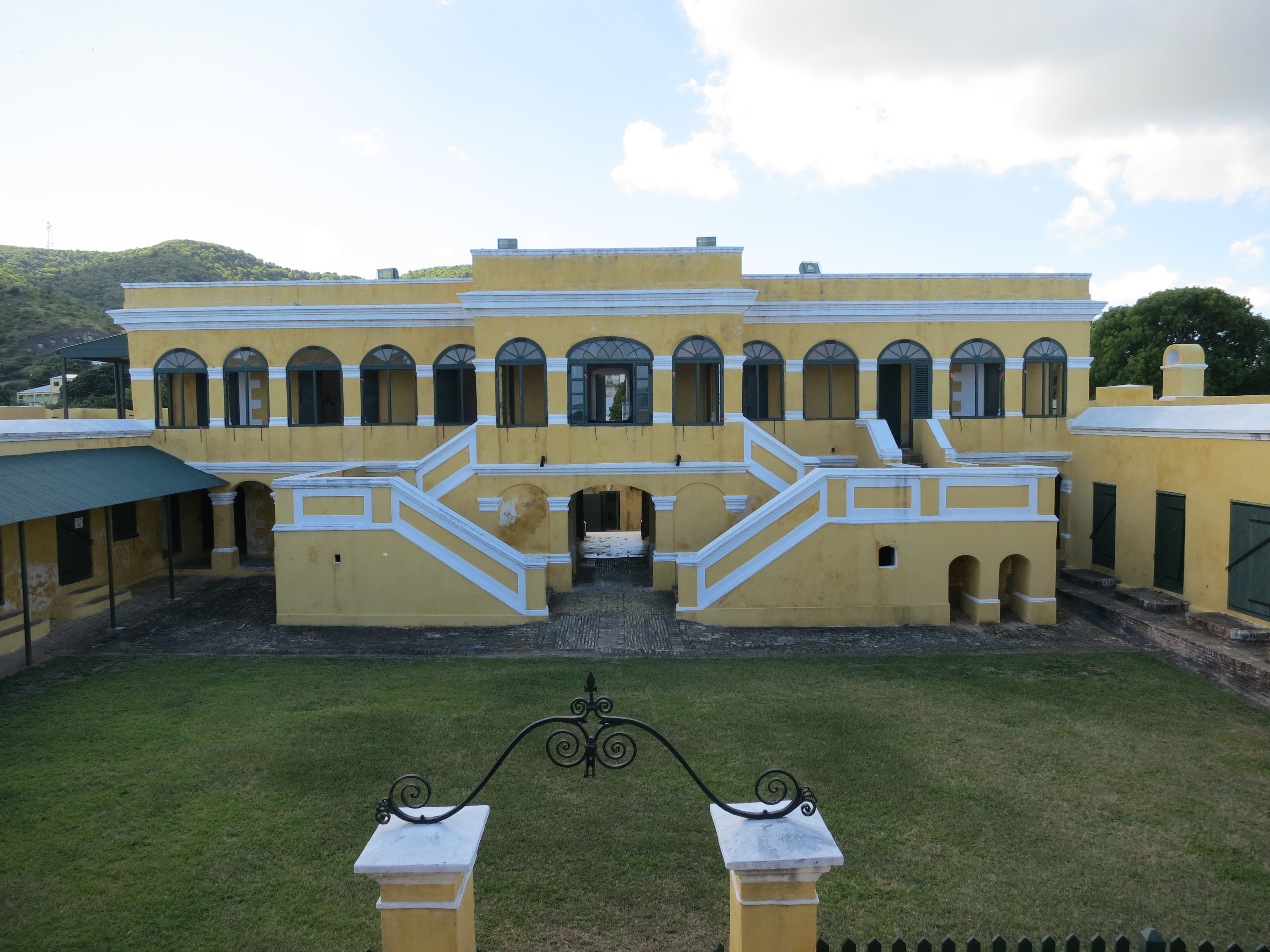
El Fuerte Christiansværn en Santa Cruz terminado en 1749 para defender las Indias occidentales danesas

En 1733, los accionistas de la Compañía de las Indias Occidentales y Guinea se vieron obligados a inyectar más capital o perder todas sus aportaciones originales. Para que la ampliación de capital resultara más aceptable, se ofreció a cada accionista una parcela de plantación y las parcelas de plantación tuvieron que ser topografiadas antes de que se realizara la transferencia. El objetivo era dividir la isla en 300 propiedades de plantación, cada una de 60 hectáreas. Entre los accionistas de la empresa se encontraban Christian VI, su familia y muchos de sus ministros, todos ellos personas que no confiaban en las ventas de tierras de la empresa. Se dio prioridad al levantamiento topográfico de la isla, y dado su modesto tamaño (37 kilómetros de largo y 8 de ancho), se esperaba que estuviera terminado en pocos meses. Sin embargo, los trabajos se prolongaron durante años debido a la insuficiencia de recursos financieros y humanos. La dirección de la empresa se mostró sorprendida y molesta por la incapacidad de la administración local para elaborar mapas de la isla, y la correspondencia oficial se caracterizó por las disculpas, las recriminaciones y las estadísticas de retrasos. En 1750 se completó el primer mapa danés de toda la isla, completamente independiente del antiguo mapa francés. El mapa fue firmado por Johan Cronenberg y Johan Jægersberg. En el periodo previo a la finalización del mapa, la empresa utilizó varios mapas provisionales para vender las parcelas.
El mapa de Johan Cronenberg y Johan Jægersberg estaba dibujado a escala 1:30.000 y, por tanto, tenía más detalles, como la forma del terreno, los edificios y las cabañas de los esclavos. La costa noroeste de la isla, sin embargo, estaba dibujada de forma inexacta, y esto puede deberse a que Cronenberg fue expulsado de Santa Cruz durante un tiempo debido a una aventura con una mujer casada.
En 1754 se publicó un nuevo mapa de Santa Cruz, grabado por el nuevo topógrafo Jens Mikkelsen Beck. Beck era el responsable de la venta de los terrenos de la parte norte de la isla y, por tanto, había mejorado la precisión del mapa de esta zona, además de añadir un mapa de Christiansted y un plano de la ciudad de Frederiksted, aún sin urbanizar. La ventaja del mapa de Beck era que se trataba de un dibujo limpio y nítido. No se intentaba representar el terreno y, a diferencia del mapa de Cronenberg, la comprensión del mapa no dependía de los colores, por lo que era apto para la impresión.

#### A partir de 1754
En 1754, las islas se convirtieron en una colonia del Reino Danés, llamada Jomfruøerne. La cosecha de la caña de azúcar por esclavos dominó la economía de las islas en los siglos XVIII y XIX, hasta la abolición de la esclavitud decretada por el gobernador Peter von Scholten, el 3 de julio de 1848.

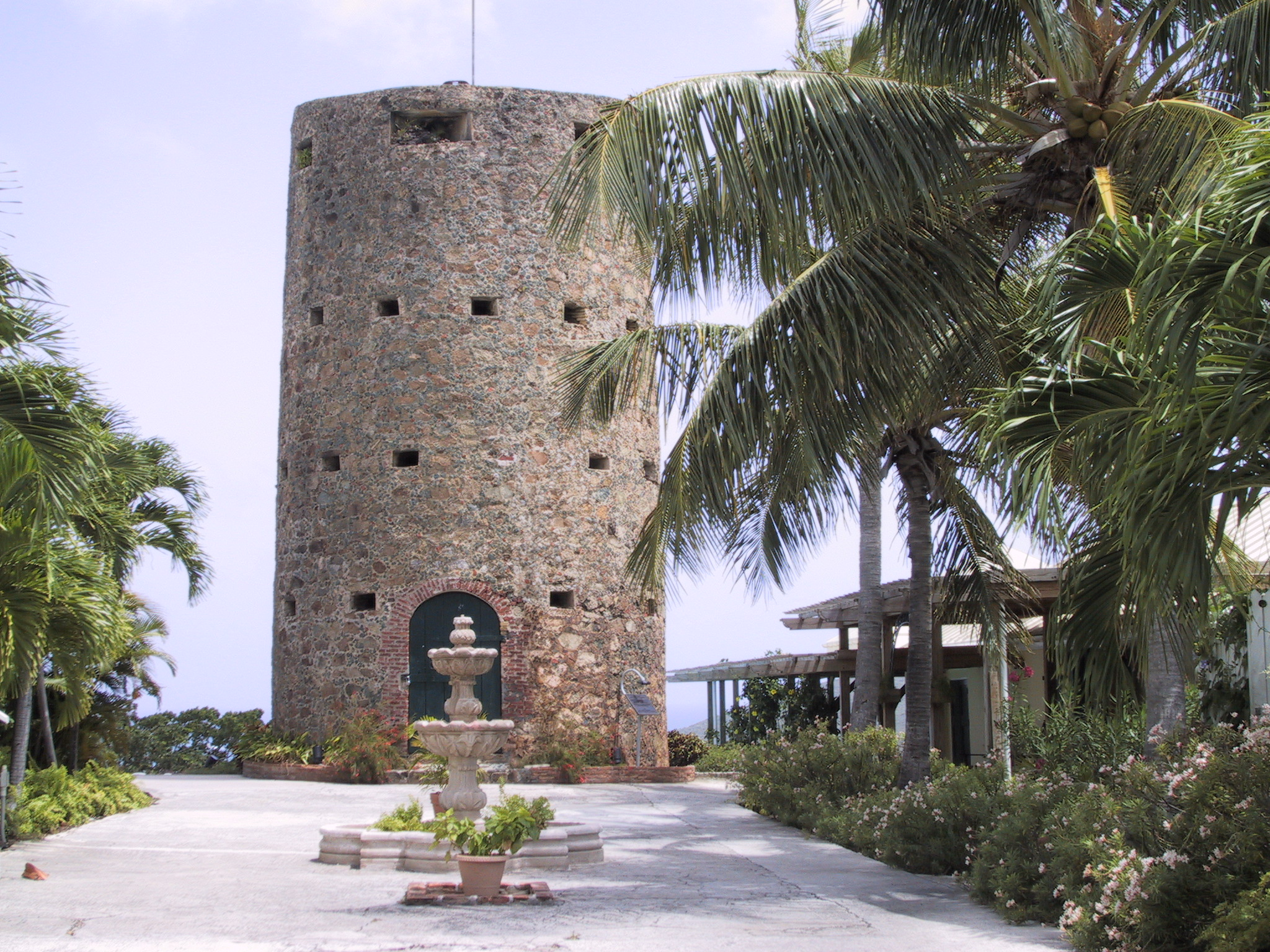
El Castillo de Barbanegra (Blackbeard's Castle) fue construido por los daneses en 1769 como el Skytsborg (Castillo de protección)

En 1733, la isla de San Juan fue escenario de una de las primeras rebeliones importantes de esclavos en el Nuevo Mundo cuando los esclavos Akan-Akwamu de la Costa Dorada (la actual Ghana) se apoderaron de la isla durante seis meses. Los daneses pudieron derrotar a los esclavos africanos con la ayuda de los franceses en Martinica. En lugar de permitir que se les volviera a capturar, más de una docena de los cabecillas se dispararon a sí mismos antes de que las fuerzas francesas pudieran capturarlos. Se estima que para 1775, los esclavos superaban a los colonos daneses en una proporción de 8:1.

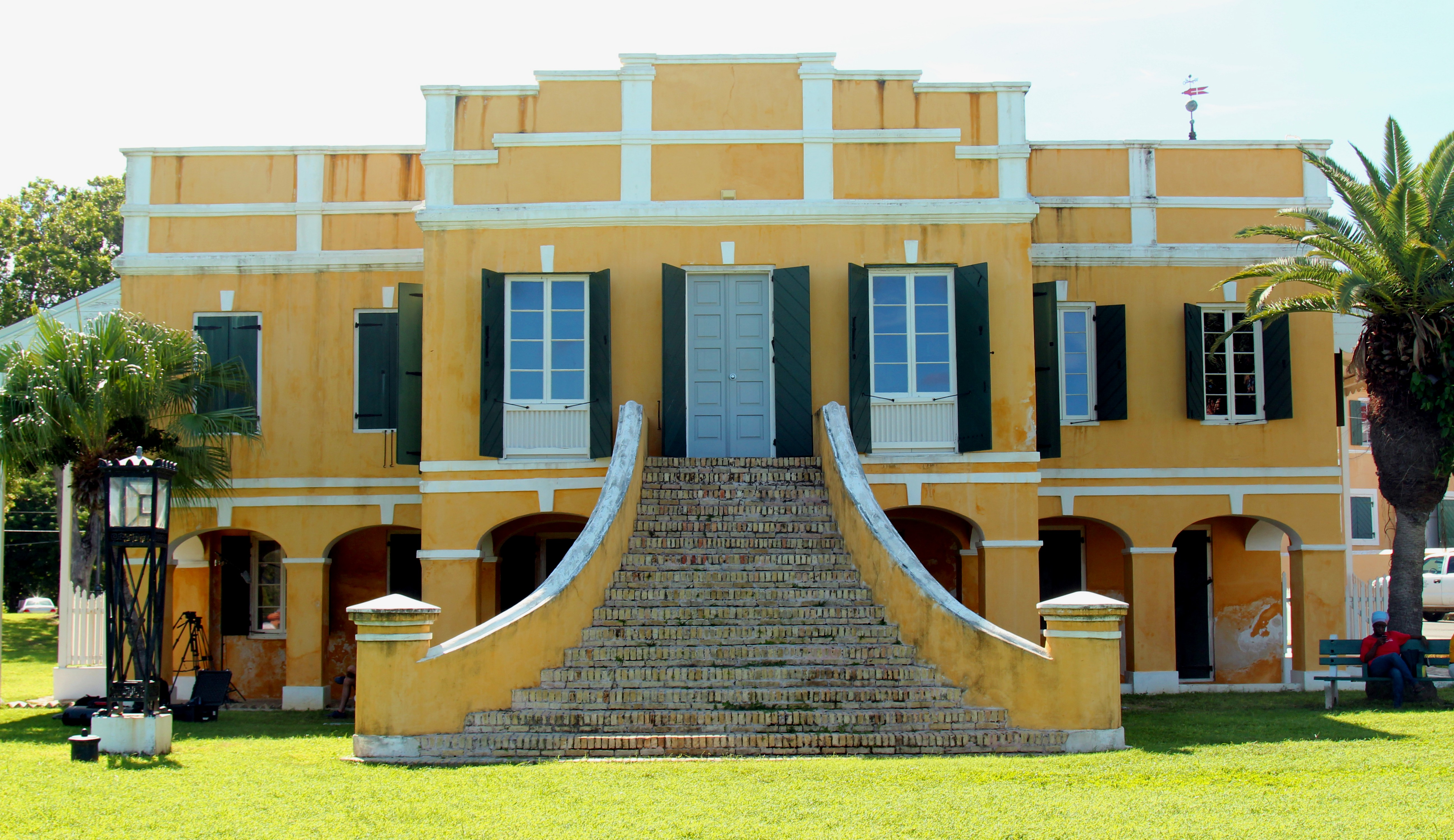
Aduana danesa de Santa Cruz terminada en 1844

Después de otra rebelión de esclavos en Santa Cruz, la esclavitud fue abolida por el gobernador Peter von Scholten el 3 de julio de 1848, que ahora se celebra como el Día de la Emancipación. En los años siguientes, se implementaron varias veces estrictas leyes laborales, lo que llevó a la revuelta laboral de Santa Cruz de 1878.
Como las plantaciones ya no eran tan rentables, los colonos daneses comenzaron a abandonar sus propiedades, lo que provocó una importante disminución de la población y de la economía en general. Además, el huracán y el terremoto y el tsunami de 1867 impactaron aún más en la economía. Durante el resto del período de dominio danés, las islas no eran económicamente viables y hubo que hacer importantes transferencias del presupuesto estatal danés a las autoridades de las islas.

### Dominio estadounidense
Durante la fase de la guerra de submarinos en la Primera Guerra Mundial, Estados Unidos, temiendo una posible captura de las Islas Vírgenes por parte del Imperio alemán para usarlas como base naval, presionaron al Reino de Dinamarca para que vendiera este territorio. Temiendo que si Alemania invadiese Dinamarca, Estados Unidos conquistaría las islas, el país nórdico aceptó la oferta. 
El Tratado de las Indias Occidentales danesas se firmó en agosto de 1916, con un referéndum sobre la venta celebrado en Dinamarca en diciembre de 1916 en el que los votantes aprobaron la decisión de vender. El trato se concretó en enero de 1917, cuando los Estados Unidos y Dinamarca intercambiaron sus respectivas ratificaciones del tratado, el territorio pasó a denominarse "Islas Vírgenes de los Estados Unidos". Todos los años se reconoce como día festivo el Día de la Transferencia, para conmemorar la adquisición de las islas por los Estados Unidos.
El 17 de enero de 1917, Estados Unidos compró oficialmente el territorio de las Indias Occidentales Danesas por 25 millones de dólares, tomando posesión el 31 de marzo. En 1927, Estados Unidos concedió la ciudadanía a todos sus habitantes.
El 28 de marzo de 1978 los gobiernos de Venezuela y Estados Unidos firmaron un tratado de límites (United States – Venezuela Maritime Boundary Treaty o Tratado de Delimitación de Fronteras Marítimas entre Venezuela y los Estados Unidos de América) que estableció de forma definitiva las fronteras marítimas (Zona Económica Exclusiva, Áreas marinas y submarinas) entre el norte de Venezuela (usando a la venezolana isla de Aves y a las estadounidenses isla de Santa Cruz y Puerto Rico como referencia) y los territorios estadounidenses de Puerto Rico e Islas Vírgenes de Estados Unidos.

## Gobierno y política

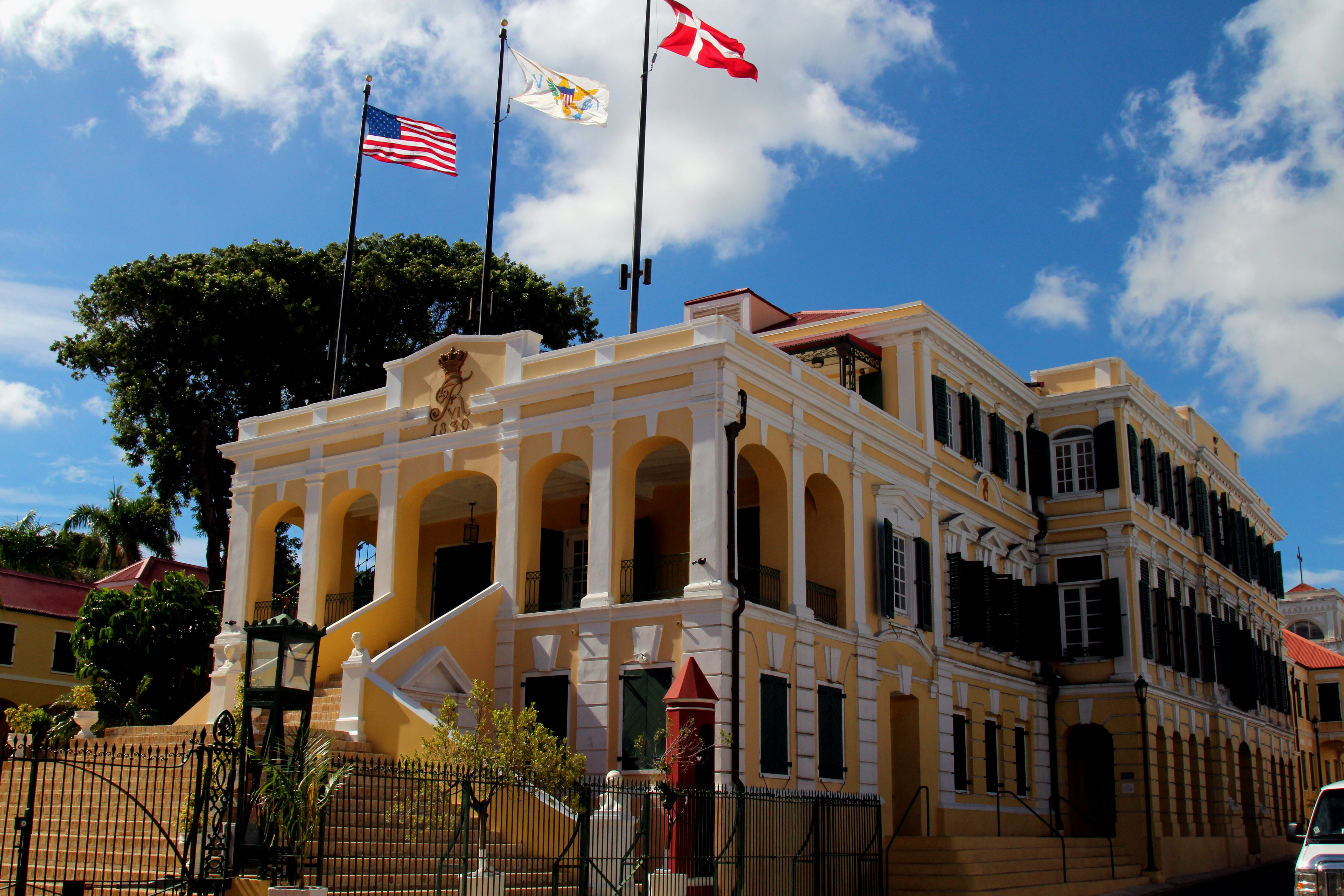
Mansión del Gobernador con las banderas de Estados Unidos, Islas Vírgenes estadounidenses y el Reino de Dinamarca

Las islas Vírgenes de los Estados Unidos son un territorio organizado no incorporado de los Estados Unidos. A pesar de que son ciudadanos estadounidenses, no pueden votar en las elecciones presidenciales de los Estados Unidos.
Los principales partidos políticos son el Partido Demócrata de las Islas Vírgenes, el Movimiento de Ciudadanos Independientes y el Partido Republicano de las Islas Vírgenes. Candidatos adicionales se postulan como independientes.
A nivel nacional, escogen un delegado ante el Congreso de Estados Unidos de las Islas Vírgenes de Estados Unidos. Sin embargo, la persona delegada no tiene derecho a voto en el Congreso.
A nivel territorial, quince senadores —siete del distrito de Saint Croix, siete del distrito de Saint Thomas y Saint John, y un senador que debe ser residente de Saint John— son elegidos por un término de dos años a la Legislatura unicameral de las Islas Vírgenes de los Estados Unidos. Las islas han elegido un gobernador territorial cada cuatro años desde 1970. Antes los gobernadores eran escogidos por el presidente de los Estados Unidos.
Las islas tienen una Corte del distrito y una Corte Superior. Los jueces son escogidos por el presidente y el gobernador respectivamente. El Congreso de los Estados Unidos ha organizado varios referendos locales para ayudar en la autodeterminación de las islas. Como con Puerto Rico, los residentes han tenido la opción de la independencia, statu quo, o la opción de ser Estado; sin embargo, estas medidas han fallado, y eso ha hecho que sigan con el estatus actual.

### Sistema judicial

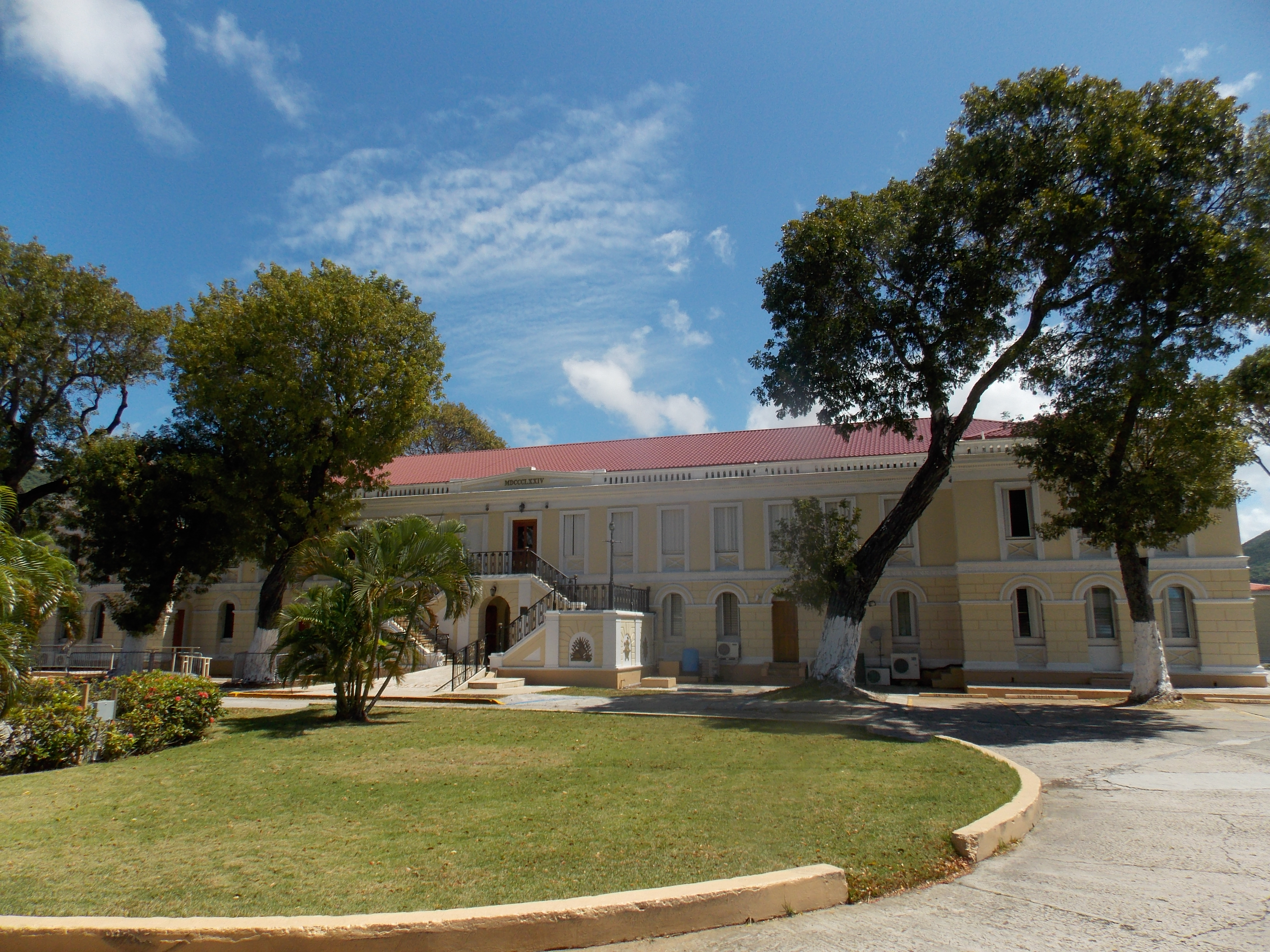
Edificio legislativo de las Islas Vírgenes de Estados Unidos

Las Islas Vírgenes de EE. UU. tienen un Tribunal Superior y un Tribunal Supremo. El Tribunal de distrito de las Islas Vírgenes es responsable de los casos presentados en virtud de la legislación federal, y el fiscal de EE.UU. para el distrito de las Islas Vírgenes puede presentar casos penales federales allí. El Tribunal Superior es responsable de conocer los casos bajo la ley de las Islas Vírgenes de EE. UU. a nivel de primera instancia, y el Tribunal Supremo es responsable de las apelaciones del Tribunal Superior para todas las apelaciones presentadas a partir del 29 de enero de 2007 (Las apelaciones presentadas antes de esa fecha fueron escuchadas por la División de Apelaciones del Tribunal de distrito). 
Las apelaciones del Tribunal de distrito federal son escuchadas por el Tribunal de Apelaciones de los Estados Unidos para el Tercer Circuito, ubicado en Filadelfia, Pensilvania. Los jueces del Tribunal de distrito son nombrados por el presidente de los Estados Unidos, mientras que los jueces del Tribunal Superior y del Tribunal Supremo son nombrados por el gobernador.
A partir de 2019, los tribunales de las Islas Vírgenes estadounidenses aplican tanto el derecho consuetudinario estadounidense como el Código de las Islas Vírgenes estadounidenses de 2019 aprobado por la legislatura territorial. Dado que las Islas Vírgenes estadounidenses no son un estado y el Congreso no ha determinado lo contrario, el tribunal federal de distrito es un tribunal del artículo IV, sujeto a la autoridad del secretario del interior de los Estados Unidos y sin nombramiento vitalicio para los jueces. Todos los elementos de la legislación danesa han sido derogados, salvo dos leyes de 1914 que tienen que ver con los derechos de aduana y de embarque para St. Thomas y St. John.

### Constitución
El 21 de octubre de 1976, el Presidente Gerald Ford firmó el Pub. L. 94-584 que autorizaba al pueblo de las Islas Vírgenes de Estados Unidos a organizar un gobierno de acuerdo con una constitución, que se aprobaría automáticamente si el Congreso no actuaba en un plazo de 60 días.
En 2004, la legislatura de las Islas Vírgenes aprobó una ley por la que se convocaba una quinta convención constitucional, y en 2007 se eligieron 30 delegados para la convención. El 26 de mayo de 2009, la convención aprobó una propuesta de Constitución de las Islas Vírgenes. Sin embargo, en junio de 2009, el gobernador John de Jongh, Jr. rechazó el borrador constitucional resultante, alegando que los términos del documento "violarían la ley federal, no respetarían la soberanía federal e ignorarían los derechos civiles básicos".
Una demanda presentada por miembros de la convención para obligar al Gobernador de Jongh a remitir el documento al Presidente Barack Obama tuvo finalmente éxito. El Presidente Obama remitió la propuesta al Congreso en mayo de 2010, junto con un informe en el que se señalaba la preocupación expresada por el Departamento de Justicia de Estados Unidos por el hecho de que los poderes solicitados excedían lo que se consideraría permisible en virtud del estatus territorial y se reiteraban las cuestiones señaladas por el gobernador de Jongh. El 30 de junio de 2010, el Presidente Obama promulgó una resolución del Congreso de Estados Unidos por la que se desaprobaba la Constitución propuesta y se solicitaba que la Quinta Convención Constitucional volviera a reunirse para estudiar cambios que abordaran estas cuestiones.

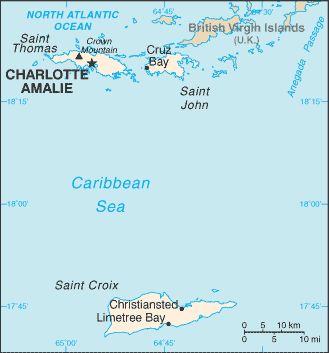
Mapa de las islas Vírgenes de los Estados Unidos

Meses después, se presentó una demanda federal ante el Tribunal Federal de distrito de las Islas Vírgenes. En la demanda se alegaba que Estados Unidos tenía que proporcionar a los habitantes de las Islas Vírgenes la posibilidad de estar representados en el Congreso y de votar al presidente de Estados Unidos. Alegaba que la discriminación racial presente en el Congreso estadounidense de 1917, totalmente blanco y segregado, era el impulso para denegar el derecho de voto a una circunscripción mayoritariamente no blanca. El caso fue finalmente desestimado el 16 de agosto de 2012.
La Quinta Convención Constitucional de las Islas Vírgenes de EE. UU. se reunió en octubre de 2012, pero no pudo elaborar una constitución revisada antes de la fecha límite del 31 de octubre.
El 3 de noviembre de 2020, las Islas Vírgenes celebraron un referéndum sobre la conveniencia de convocar una sexta convención constitucional. La propuesta fue aprobada con casi un 72% de votos a favor.

## Organización político-administrativa
Las Islas Vírgenes están divididas en tres distritos (St. Croix, St. Thomas, St. John), que a su vez se dividen en veinte subdistritos.

Distritos y subdistritos de las Islas Vírgenes de los Estados Unidos.

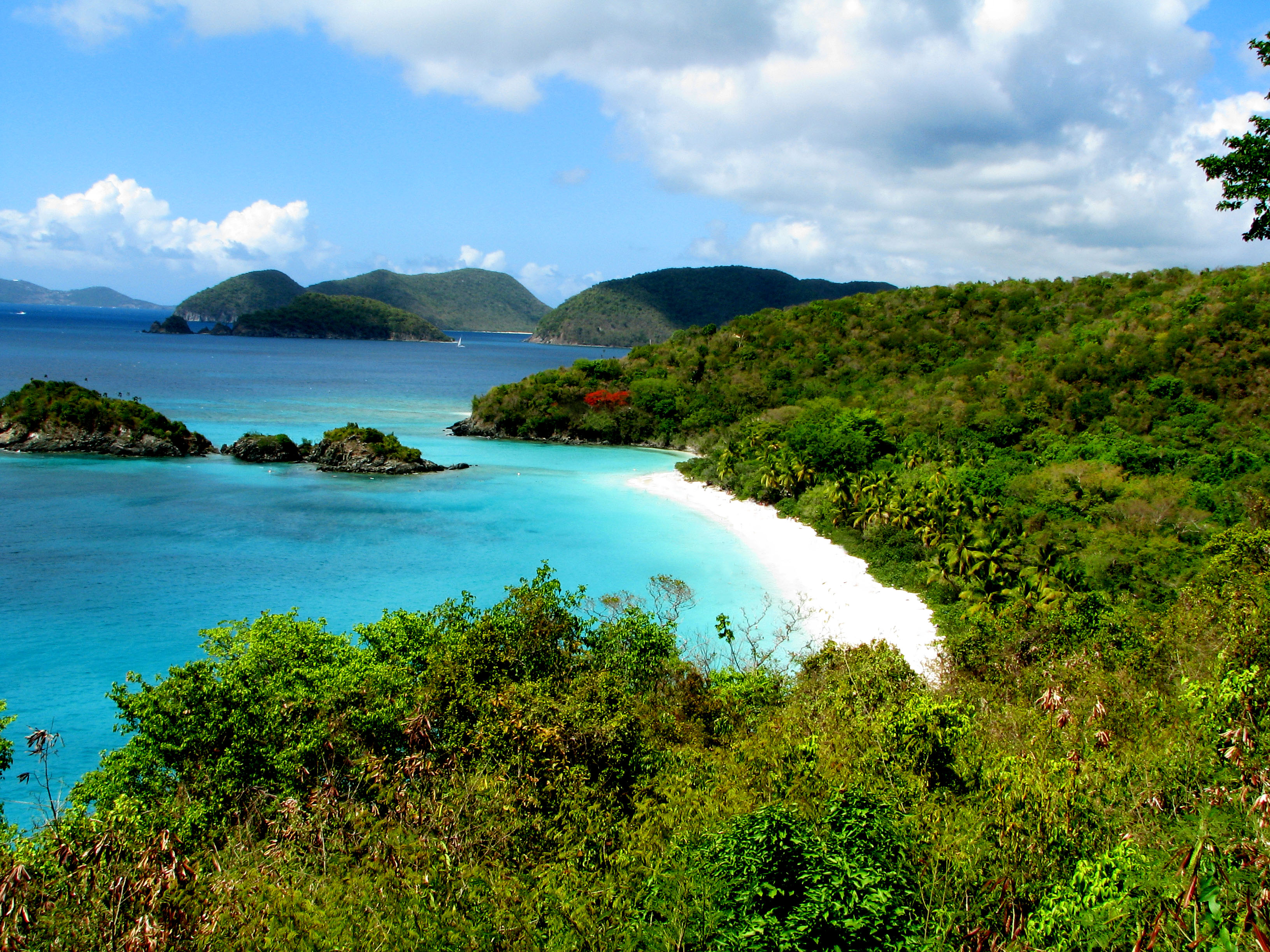
Bahía Trunk, Islas Vírgenes de los Estados Unidos

## Geografía
Las islas Vírgenes de los Estados Unidos están localizadas entre el mar Caribe y el océano Atlántico, a 80,5 km al este de Puerto Rico. El territorio consiste de cuatro islas principales: Saint Thomas (Santo Tomás), Saint John (San Juan), Saint Croix (Santa Cruz) y Water Island, así como una docena de pequeñas islas.
Su capital es Charlotte Amalie.
Son conocidas por sus playas de arena blanca, incluyendo Magens Bay y Truk Bay, y puertos estratégicos, incluyendo Charlotte Amalie y Christiansted. Muchas de las islas, incluyendo Saint Thomas, son de origen volcánico y montañoso. El punto más alto es Crown Mountain (474 m) en Saint Thomas. Saint Croix, la más grande de las islas, se encuentra al sur y tiene un terreno plano.
El Servicio Nacional de Parques posee más de la mitad de la isla de Saint John, alrededor de toda la isla Hassel, y varios acres de arrecifes de coral (véase también parque nacional Islas Vírgenes, monumento natural del Arrecife de Coral de las Islas Vírgenes, monumento nacional del Arrecife de la Isla Buck, sitio nacional histórico de Christiansted y la reserva ecológica y parque nacional histórico de la bahía de Salt River).

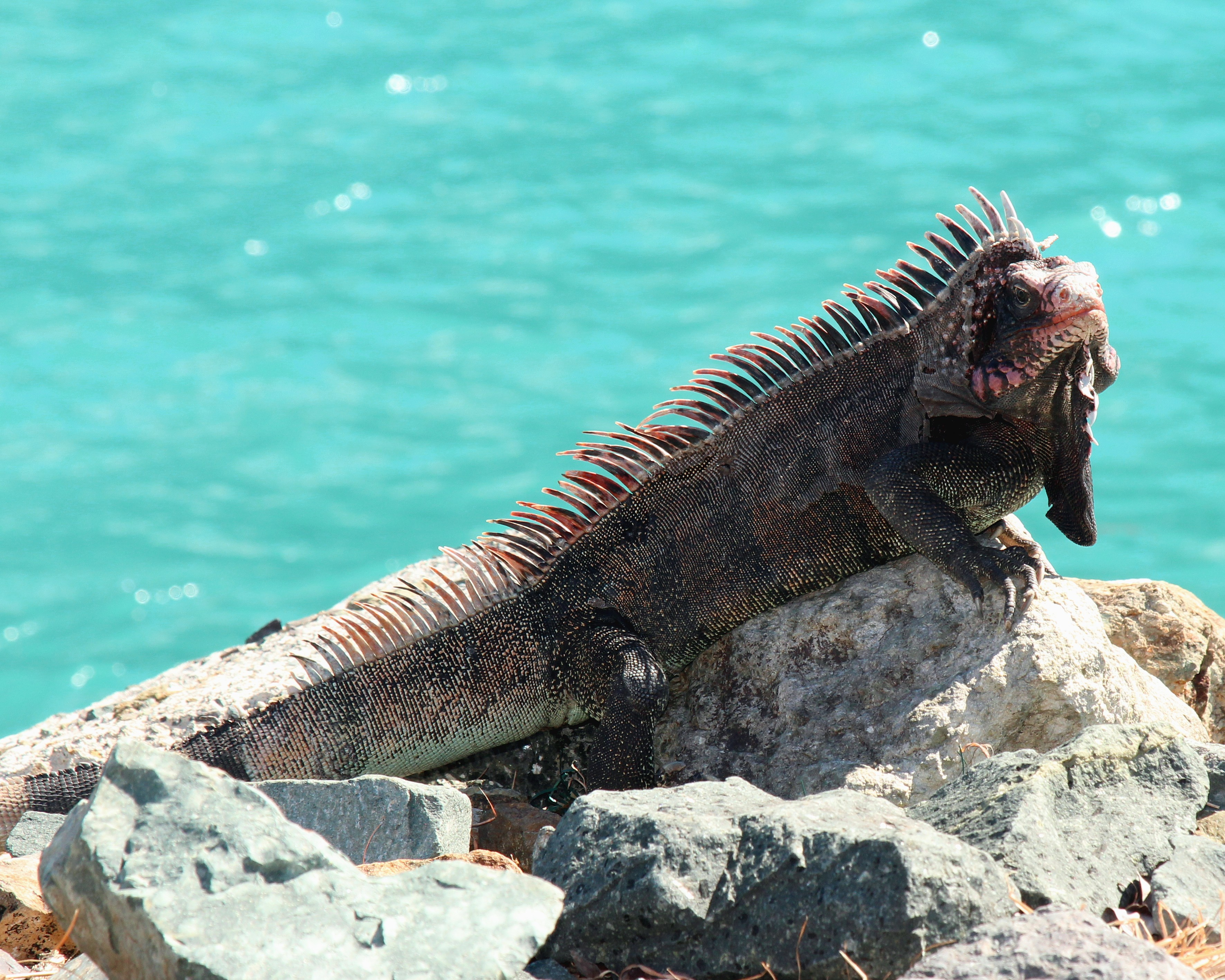
Iguana en Charlotte Amalie, Islas Vírgenes de Estados Unidos

Las islas se encuentran en el límite de la placa Norteamericana y la placa del Caribe. Ocurren fenómenos naturales como terremotos, huracanes y tsunamis.

### Clima
El clima es tropical, la humedad es relativamente baja. En total caen 965 mm de precipitaciones por año, siendo la época más lluviosa de septiembre hasta noviembre.
Las temperaturas cambian poco a lo largo del año. En Charlotte Amalie, las temperaturas máximas rondan alrededor de 33 °C y las temperaturas mínimas rondan alrededor de 22 °C.
La temperatura del agua ronda los 28,3 °C (83 °F) en verano y los 26 °C (79 °F) en invierno[2]. La precipitación media anual es de 965 mm (38 pulgadas). Las precipitaciones pueden ser muy variables, pero los meses más lluviosos son de septiembre a noviembre y los más secos, febrero y marzo.
Las islas están expuestas a tormentas tropicales y huracanes. La temporada de huracanes va de junio a noviembre. En la historia reciente, los huracanes Irma y María, en 2017, Hugo, en 1989, y Marilyn, en 1995, causaron daños considerables. Las islas también fueron golpeadas por el huracán Bertha en 1996, el huracán Georges en 1998, el huracán Lenny en 1999, la tormenta tropical Jeanne en 2004, el huracán Omar en 2008, el huracán Earl en 2010, la tormenta tropical Otto en 2010 y la tormenta tropical Tomás en 2010, pero los daños fueron menos graves en esas tormentas.

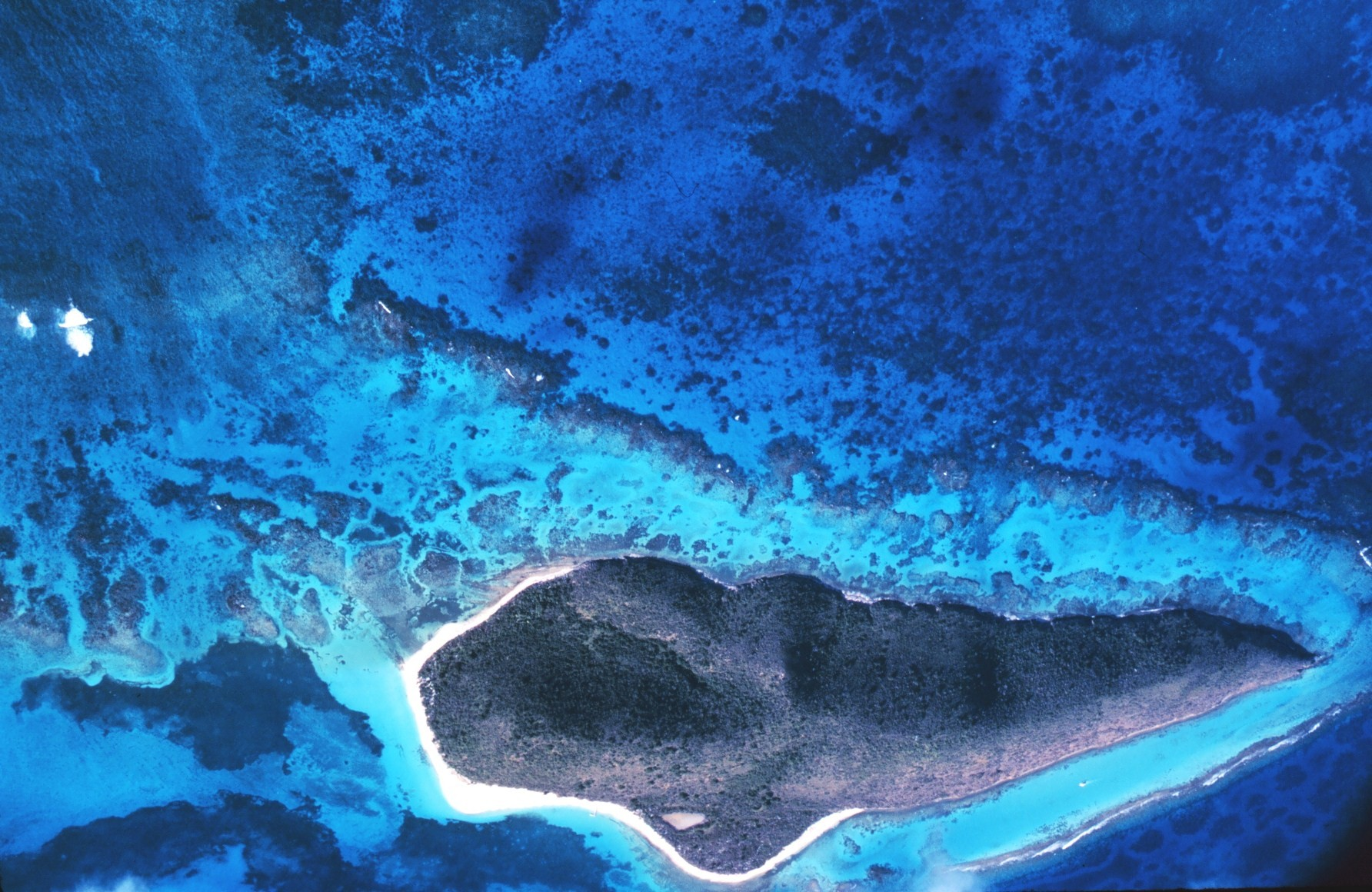
Vista aérea del Monumento nacional de la Isla Buck

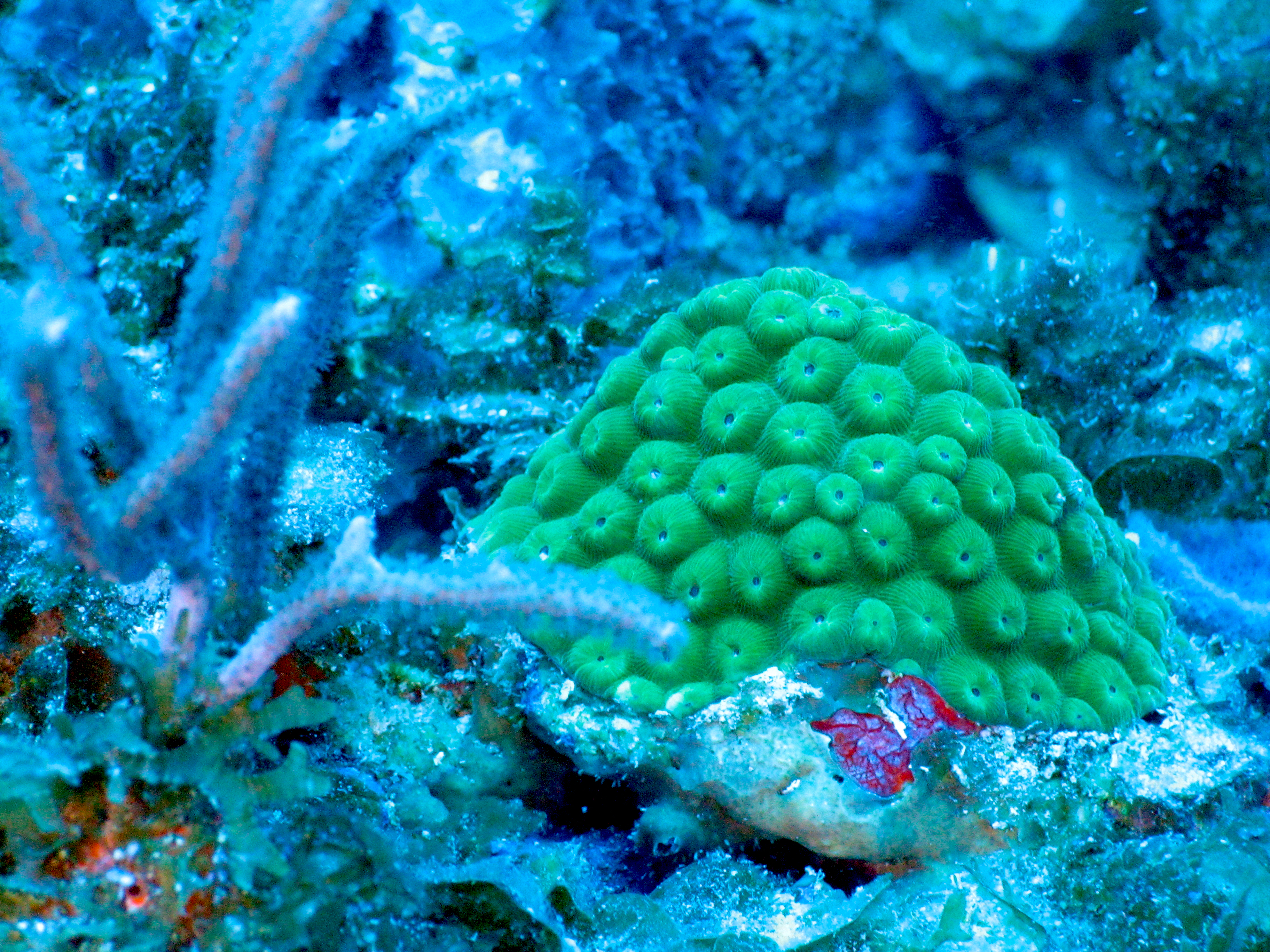
Algas coralinas (Coralline algae) en un Arrecife de las Islas Vírgenes de Estados Unidos

| Parámetros climáticos promedio de Saint Thomas, VI | Parámetros climáticos promedio de Saint Thomas, VI | Parámetros climáticos promedio de Saint Thomas, VI | Parámetros climáticos promedio de Saint Thomas, VI | Parámetros climáticos promedio de Saint Thomas, VI | Parámetros climáticos promedio de Saint Thomas, VI | Parámetros climáticos promedio de Saint Thomas, VI | Parámetros climáticos promedio de Saint Thomas, VI | Parámetros climáticos promedio de Saint Thomas, VI | Parámetros climáticos promedio de Saint Thomas, VI | Parámetros climáticos promedio de Saint Thomas, VI | Parámetros climáticos promedio de Saint Thomas, VI | Parámetros climáticos promedio de Saint Thomas, VI | Parámetros climáticos promedio de Saint Thomas, VI |
| Mes                                                | Ene.                                               | Feb.                                               | Mar.                                               | Abr.                                               | May.                                               | Jun.                                               | Jul.                                               | Ago.                                               | Sep.                                               | Oct.                                               | Nov.                                               | Dic.                                               | Anual                                              |
| -------------------------------------------------- | -------------------------------------------------- | -------------------------------------------------- | -------------------------------------------------- | -------------------------------------------------- | -------------------------------------------------- | -------------------------------------------------- | -------------------------------------------------- | -------------------------------------------------- | -------------------------------------------------- | -------------------------------------------------- | -------------------------------------------------- | -------------------------------------------------- | -------------------------------------------------- |
| Temp. máx. abs. (°C)                               | 33.9                                               | 33.9                                               | 34.4                                               | 35.6                                               | 36.1                                               | 37.2                                               | 36.7                                               | 37.2                                               | 36.7                                               | 36.1                                               | 35                                                 | 33.3                                               | 37.2                                               |
| Temp. máx. media (°C)                              | 26.7                                               | 27.2                                               | 28.9                                               | 31.1                                               | 31.1                                               | 32.2                                               | 32.2                                               | 32.8                                               | 32.2                                               | 32.2                                               | 31.1                                               | 27.8                                               | 30                                                 |
| Temp. mín. media (°C)                              | 20.6                                               | 20                                                 | 21.1                                               | 23.3                                               | 24.4                                               | 25                                                 | 25.6                                               | 25.6                                               | 25                                                 | 24.4                                               | 23.9                                               | 21.1                                               | 23.9                                               |
| Temp. mín. abs. (°C)                               | 11.7                                               | 11.1                                               | 13.3                                               | 16.7                                               | 18.9                                               | 19.4                                               | 20.6                                               | 20.6                                               | 17.8                                               | 18.9                                               | 11.1                                               | 15                                                 | 11.1                                               |
| Precipitación total (mm)                           | 48                                                 | 38.4                                               | 38.6                                               | 60.7                                               | 85.3                                               | 59.7                                               | 61.5                                               | 88.9                                               | 135.6                                              | 141.5                                              | 134.1                                              | 69.6                                               | 960                                                |
| Fuente: weather.com                                |                                                    |                                                    |                                                    |                                                    |                                                    |                                                    |                                                    |                                                    |                                                    |                                                    |                                                    |                                                    |                                                    |

### Geología
La geología de las Islas Vírgenes de EE. UU. incluye rocas volcánicas máficas, de mineralogía compleja, que empezaron a entrar en erupción en el Mesozoico, superpuestas e intercaladas con unidades de carbonato y conglomerado.
Aunque la cadena de islas comprende Saint Croix, Saint Thomas y Saint John, la mayor parte de la investigación se ha centrado en los orígenes de Saint John.
La isla comenzó a formarse con queratofiro y basalto almohadillado bajo el agua, creando la Formación Water Island, de dos kilómetros de espesor, en el Cretácico Temprano sobre corteza de meseta oceánica. El chert radiolario se depositó junto con la actividad volcánica submarina, acompañado de diques y pequeños plutones en la Suite Intrusiva de la colina Careen. La presencia de diques en láminas permite deducir la existencia de un entorno extensional. Los geólogos han debatido los orígenes de los queratofiros, sugiriendo un entorno de cuenca de retroarco, aunque esto se cuestiona por los altos niveles de sílice en las rocas. Se propuso la alteración hidrotermal local como razón de las anomalías metálicas en el Complejo Volcánico-Intrusivo de Lameshur.

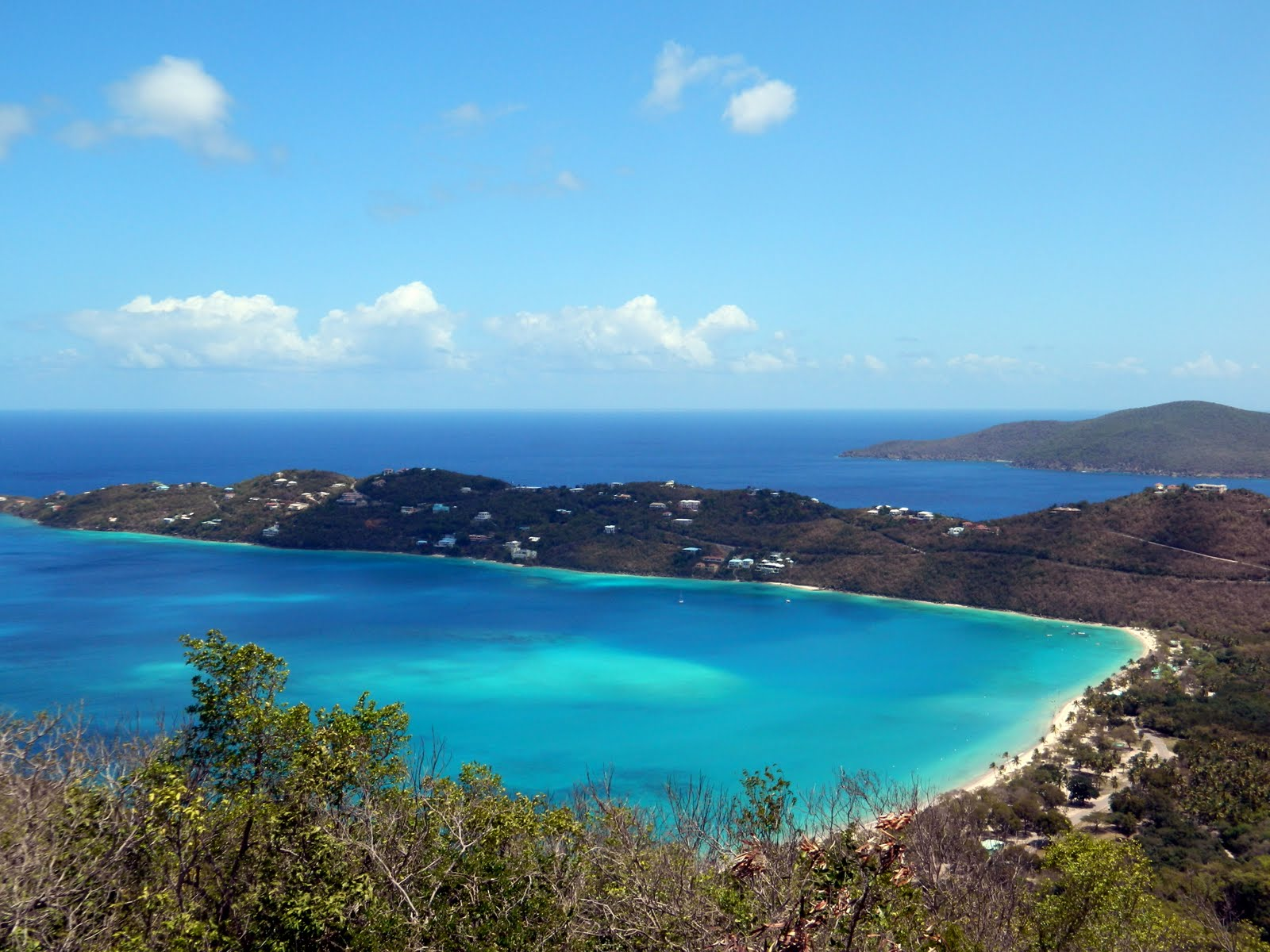
La bahía Magens en la isla de Santo Tomás

La Formación Louisenhoj, de 1,5 km de espesor, contiene clastos que registran un desplazamiento hacia la andesita clinopiroxénica y el basalto más típico de los arcos insulares, por encima de la Formación Water Island. Excepto el basalto en almohada de Cayo Ramgoat, las unidades volcánicas primarias de este período son escasas. Dados los clastos del tamaño de cantos rodados y la diferente mineralogía, los geólogos han deducido que estos clastos deben haberse originado a partir de varias fuentes de gran tamaño cercanas.
A diferencia de Saint John, en Saint Thomas existe chert radiolario, pero es mucho más raro. En Saint Thomas se conservan flujos piroclásticos, junto con limitados depósitos de caliza fosilífera y cemento de calcita en las unidades rocosas superiores. La caliza Outer Brass se depositó durante una pausa de la actividad volcánica en el Turoniense y el Santoniense. La unidad caliza también contiene rocas calcosilicatadas, mármol y conglomerado unidos con cemento calcáreo e incluye clastos de mármol y andesita.
En el Cretácico Superior, la Formación Tutu suprayacente se formó con turbiditas volcánicas y raros basaltos de piroxeno. A diferencia de los cantos rodados de la Formación Louisenhoj, el material de tamaño limo o arena es más común, lo que sugiere una fuente volcánica más distante. De hecho, los sedimentos se hacen más finos, ascendiendo hacia el Miembro Picara y el Miembro Mandal. Son frecuentes los llamativos pliegues de desprendimiento y la deformación de los lechos de caliza y conglomerado.

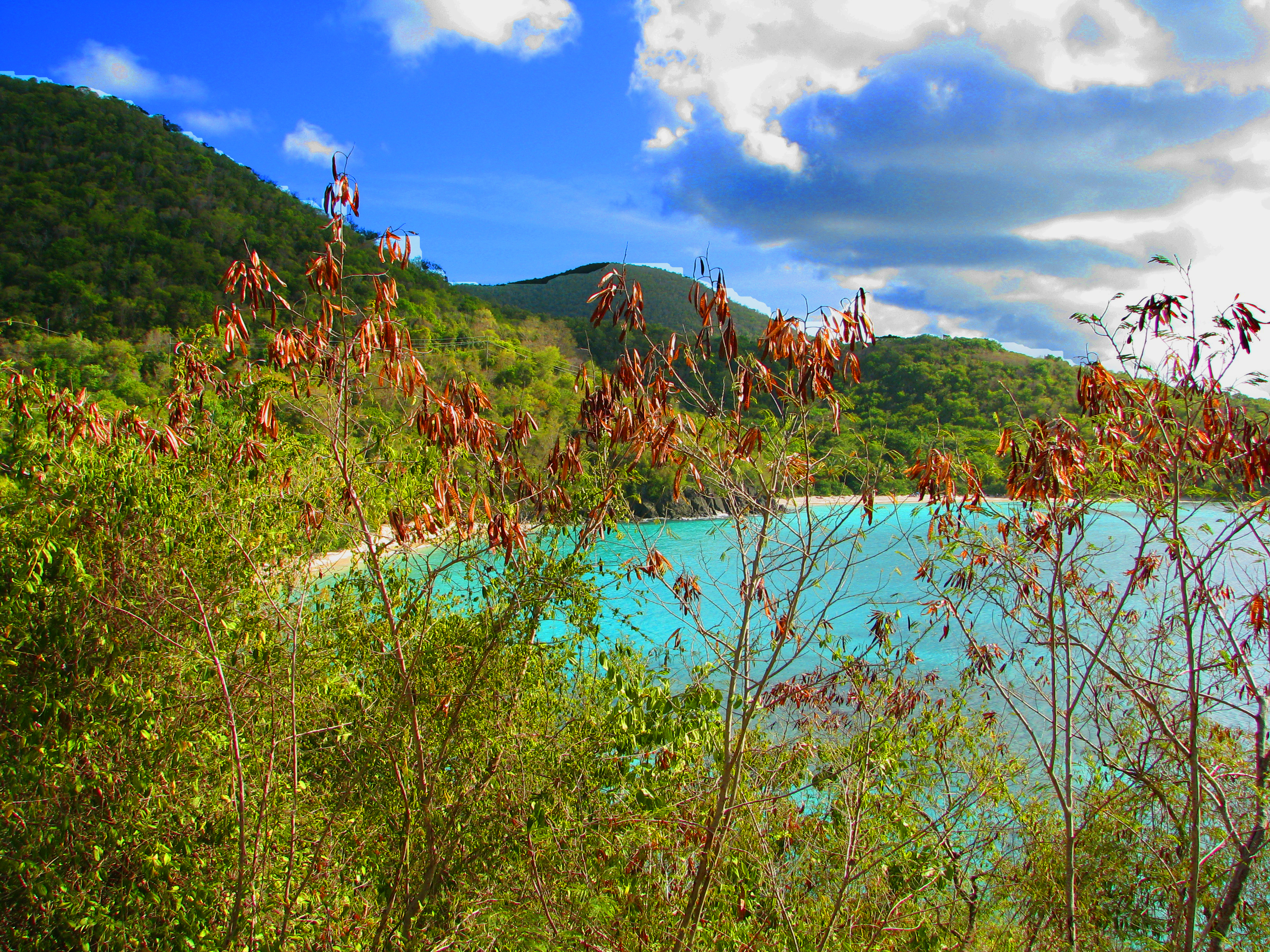
Paisaje de la Isla de San Juan

En Saint John, la Formación Tutu es la unidad estratificada más joven, aunque el vulcanismo continuó en las vecinas Islas Vírgenes Británicas hasta el Eoceno. En Saint John se formó un gran enjambre de diques a principios o mediados del Cenozoico. Se formaron amplios pliegues debido a la compresión norte-sur, probablemente debida a la colisión del arco de las Antillas Mayores con la Plataforma de Bahama de la Placa Norteamericana. La deformación aumenta hacia el norte a través de Saint John.
El plutón Narrows y el batolito Virgin Gorda, dominados por tonalita, siguieron el episodio de compresión, formándose hace unos 39 millones de años en el Eoceno. La compresión este-oeste produjo fracturas frágiles rellenas de vetas de calcita y limonita. La propagación en la Fosa de las Caimán puede explicar los pliegues tardíos hacia el norte, debidos al movimiento hacia el este de la placa del Caribe. La formación de la Fosa de las Caimán produjo el último rasgo tectónico significativo en las islas después de hace 39 millones de años, con fallas sinistrales de deslizamiento de rumbo. Un bloque estructural producido como resultado crea un contacto de 5,7 kilómetros de desplazamiento sinistral entre las formaciones Water Island y Louisenhoj.
Uno de los estudios más exhaustivos sobre las aguas subterráneas de las Islas Vírgenes de EE. UU. fue el realizado por el Servicio Geológico de EE. UU. en 1995, centrado en Santa Cruz. La parte centro-sur de la isla está formada por aluviones y rocas carbonatadas, incluidas lentes de limo y arcilla. La formación Celosía, del oligoceno al mioceno, la caliza Kingshill, del mioceno y plioceno, y la caliza Post-Kingshill, del plioceno, constituyen una única unidad hidrológica. El nivel freático del acuífero oscila entre 1,5 y 1,8 m por debajo de la superficie del terreno y, en general, las aguas subterráneas de la zona contenían concentraciones de cloruro sódico comparativamente elevadas.

## Economía

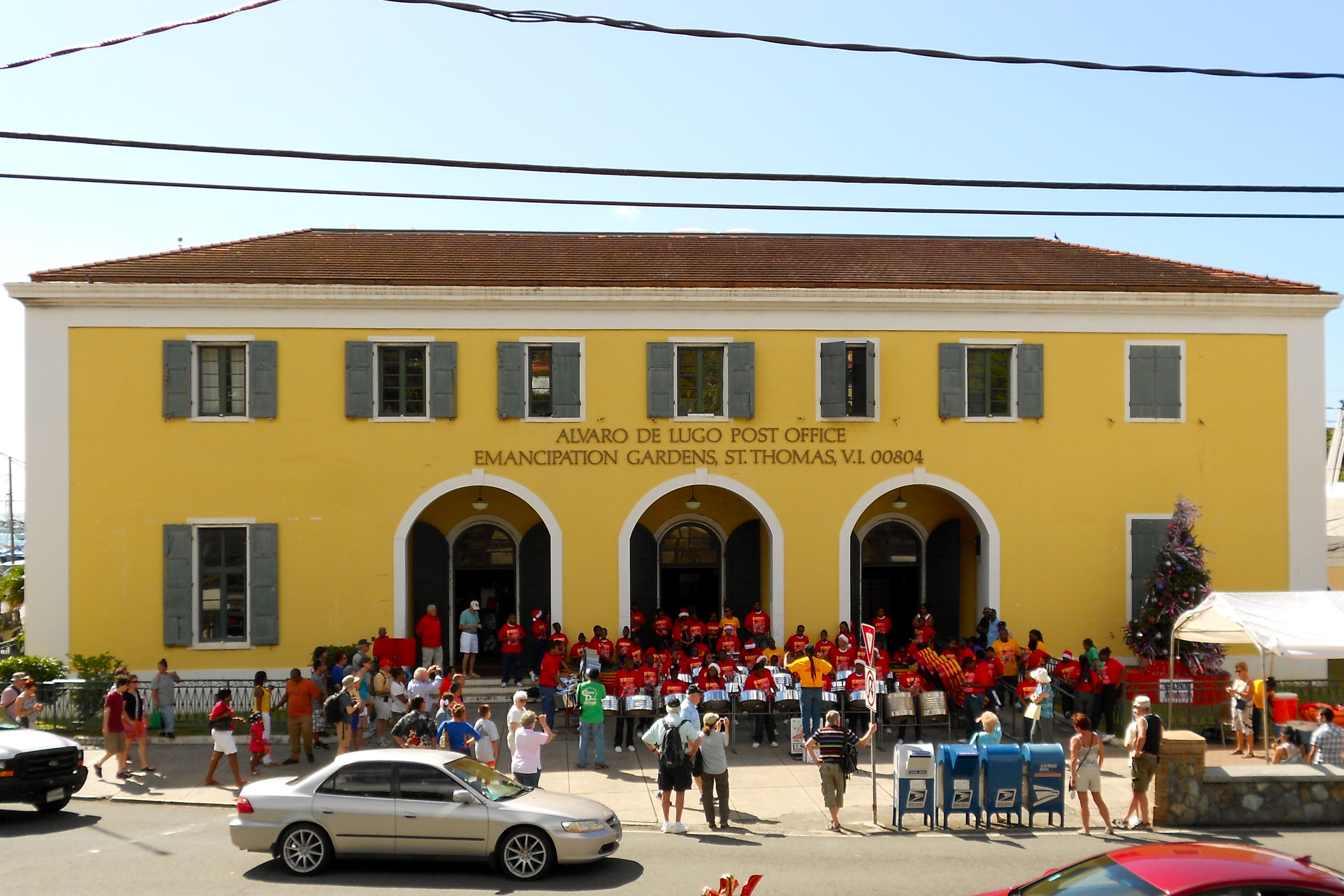
Oficina postal Álvaro de Lugo en Charlotte Amalie

El turismo es la actividad económica primaria. Las islas normalmente reciben dos millones de visitantes por año, muchos de ellos vienen en crucero. 
El sector manufacturero consiste en refinación de petróleo, textiles, electrónica, destilación de ron, farmacéutica, y plantas de ensamblaje de relojes. La agricultura es reducida, esto ha llevado que los alimentos sean importados. Negocios internacionales y servicios financieros son reducidos pero está volviéndose en un componente en crecimiento de la economía. Una de las refinerías petroleras más grandes del mundo está localizada en Saint Croix.
Las islas están sometidas a tormentas tropicales y huracanes. Recientemente, los huracanes Hugo en 1989, Marilyn en 1995 e Irma en 2017 produjeron daños económicos importantes.

### Retos financieros

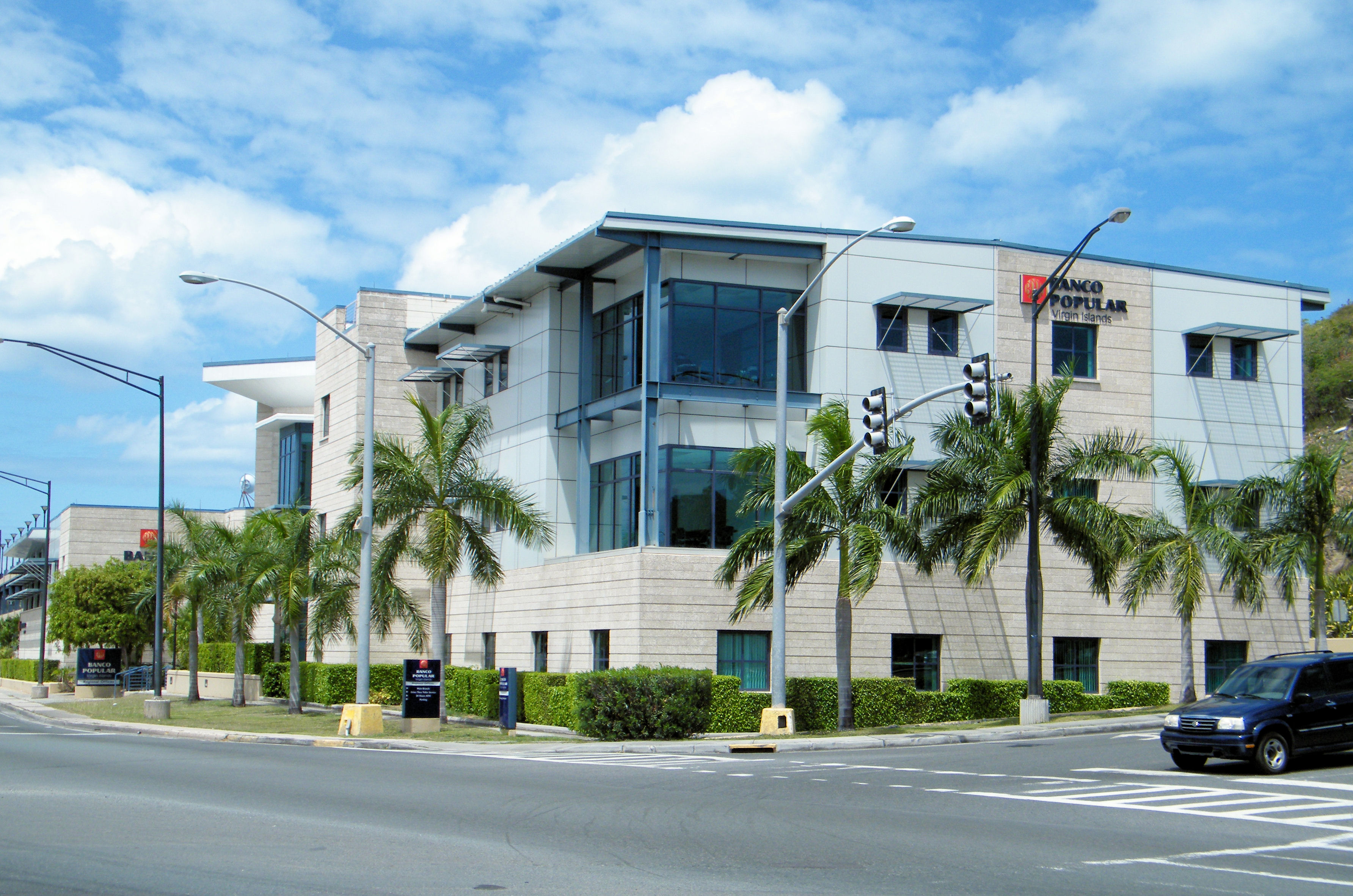
Sede del Banco Popular (Popular, Inc) en las Islas Vírgenes, institución financiera de origen puertorriqueño

Los analistas que revisan la economía a menudo señalan que el cierre de la refinería de petróleo HOVENSA, el mayor empleador del sector privado de las islas, a principios de 2012, tuvo un gran impacto negativo en la economía del territorio[cita requerida] A finales de 2013, el Grupo de Investigación y Estadísticas del Banco de la Reserva Federal de Nueva York señaló que el empleo manufacturero cayó un 50% en mayo de 2012 y otro 4% en noviembre de 2012, y que el PIB cayó un 13%, "principalmente debido a una caída del 80% en las exportaciones (en su mayoría petróleo refinado)". Por otro lado, el turismo y algunas otras industrias de servicios estaban creciendo. Asimismo, el censo de 2010 indicaba que una proporción relativamente alta de la población adulta está en la población activa: el 66%, frente al 65% en el continente y muy por encima del 50% en Puerto Rico.
Un informe de Bloomberg de mayo de 2016 expresaba su preocupación por la carga de la deuda de las islas soportada por los impuestos. Para el 23 de enero de 2017, esta había aumentado a 2.000 millones de dólares. Eso se tradujo en una deuda per cápita de $ 19,000, que era más alta que la deuda per cápita en Puerto Rico, que estaba atravesando una grave crisis financiera en ese momento. Un analista de Debtwire que escribía en Forbes indicó que nada que no fuera un milagro evitaría un colapso financiero. Otra área de preocupación era el déficit presupuestario estructural, que se situaba en 110 millones de dólares a mediados de febrero de 2017. El Gobierno instituyó una nueva ley en marzo de 2017 con impuestos nuevos o aumentados sobre el ron, la cerveza, los productos del tabaco y las bebidas azucaradas, así como las compras por Internet y los propietarios de unidades de tiempo compartido.

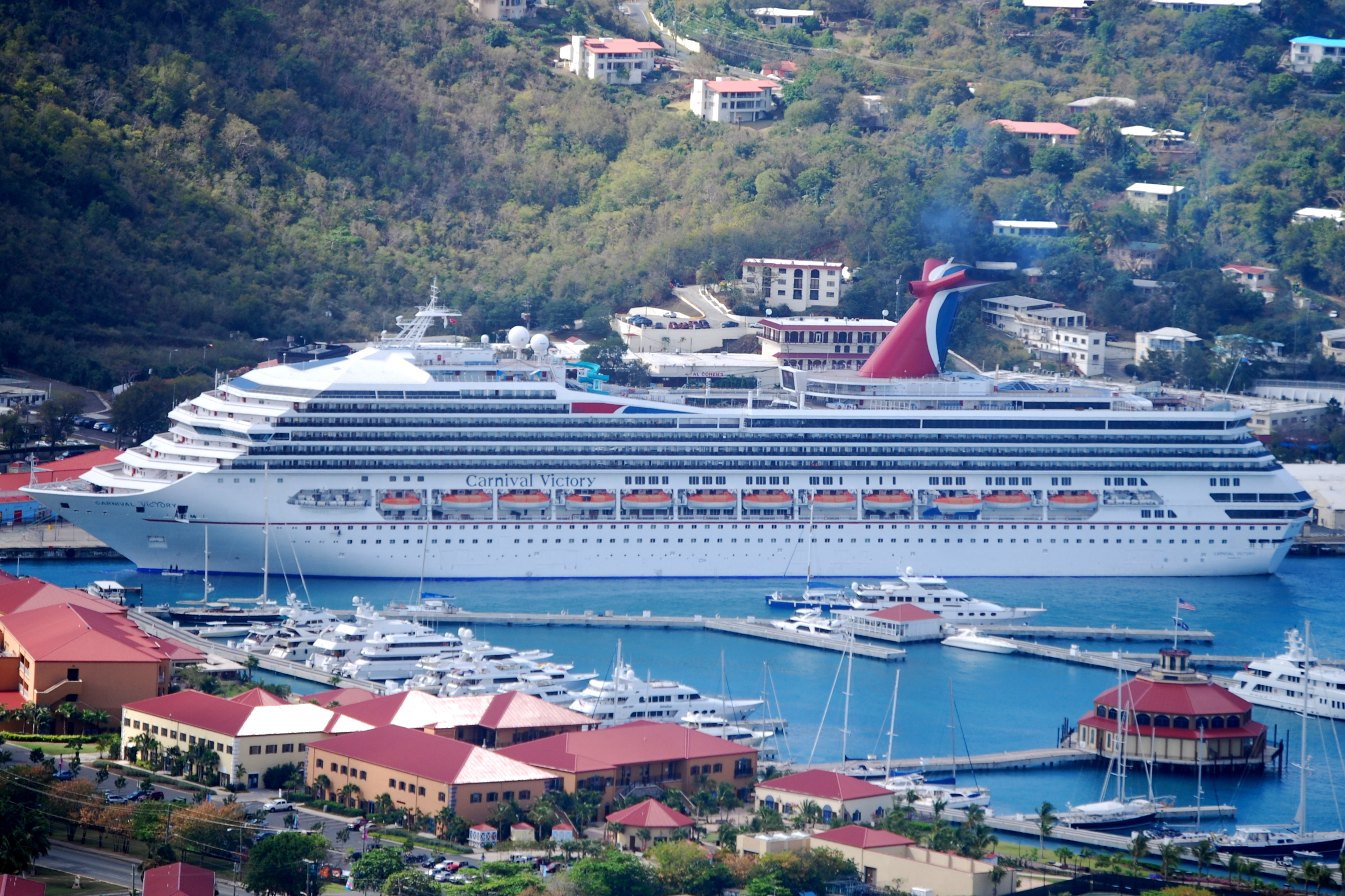
El Crucero Carnival Victory en la Isla de Santo Tomás, Islas Vírgenes

### Turismo
El turismo es la principal actividad económica local, genera una parte sustancial del PIB y gran parte del empleo de las islas. Casi 3 millones de turistas al año las visitan (datos de 2013), la mayoría llegan en cruceros. Alrededor del 93% de los turistas proceden de otras zonas de EE. UU.
Una publicación del sector (World Travel & Tourism Council) indica que el dinero gastado por los visitantes extranjeros ascendió a 1.318,7 millones de dólares. Según este informe, Viajes y Turismo generó 5.000 empleos directos en 2014, siendo el 10,8% del empleo total y el 11,3% del PIB. (Esto incluye el empleo de hoteles, agencias de viajes, aerolíneas y otros servicios de transporte de pasajeros. También incluye las actividades de las industrias de restauración y ocio directamente apoyadas por los turistas). La contribución total de Viajes y Turismo al PIB (incluidos los efectos más amplios de la inversión) fue de 12.000 puestos de trabajo en 2014 (27,0% del empleo total y 29,9% del PIB total).

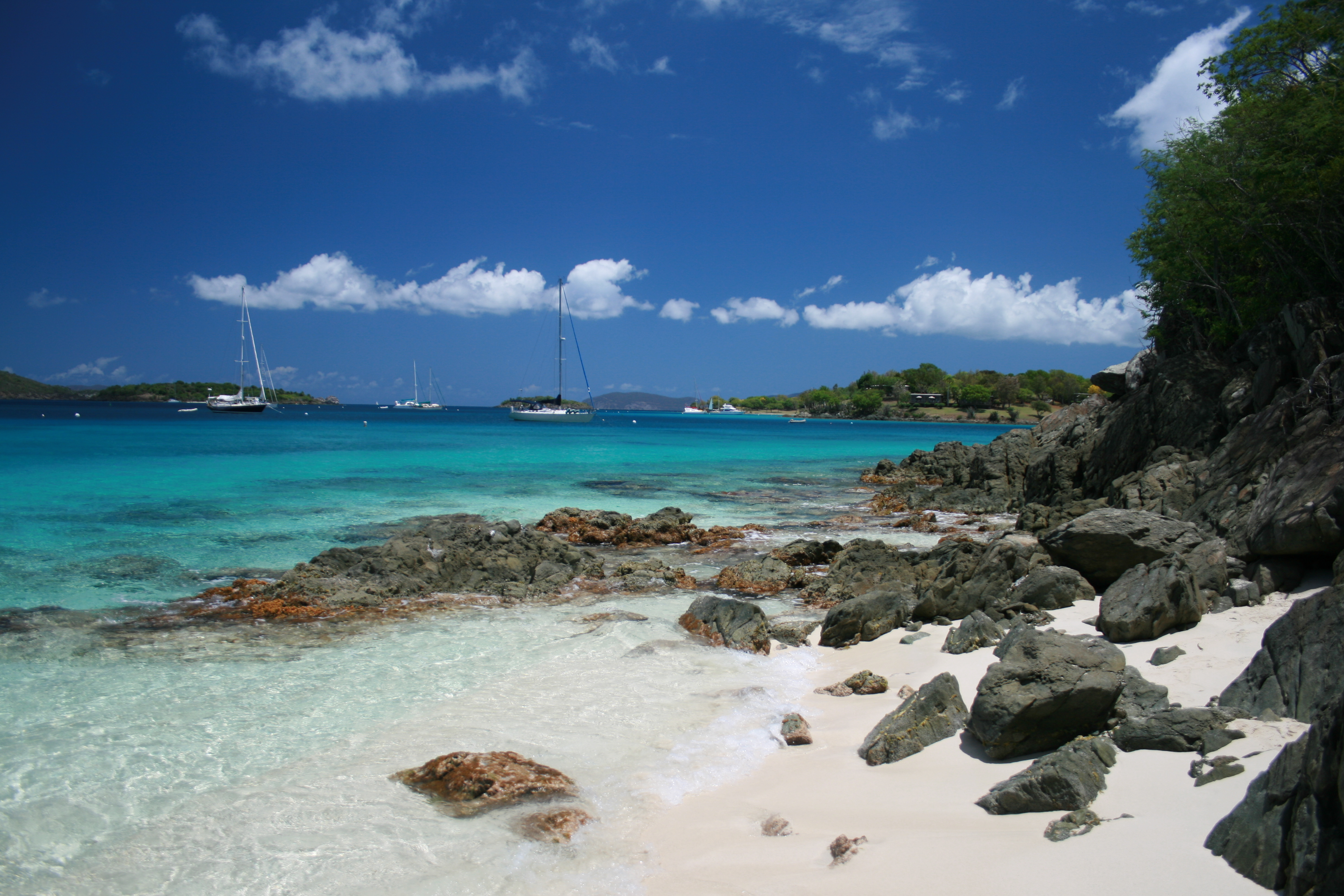
Bahía Salmon en el parque nacional de las Islas Vírgenes

Estas cifras sobre el empleo son inferiores a las estimadas por algunas otras agencias' para la industria del turismo basadas en su propia investigación. (Sin embargo, las agencias difieren en cuanto a los tipos de empleo que clasifican dentro del turismo). Por ejemplo, Euromonitor indica que más del 50% de la población activa está empleada en algún trabajo relacionado con el turismo.
Los últimos datos (mayo de 2016) de la Oficina de Investigación Económica de las islas indican que había 37.613 empleos asalariados no agrícolas en las islas. Este informe señala que el "sector del ocio y la hostelería" empleaba a una media de 7.333 personas. Sin embargo, el sector del comercio minorista, que también atiende a muchos turistas, contaba con una media de otros 5.913 empleos. Otras categorías que también incluyen algunos empleos turísticos son Arte y Entretenimiento (792 empleos), Alojamiento y Alimentación (6.541 empleos), Hostelería (3.755 empleos), Servicios de Alimentación y Bebidas (2.766 empleos). Si se suman todos estos datos, queda claro que un gran porcentaje de los 37.613 trabajadores no agrícolas están empleados en el trato con los turistas; por supuesto, atender a la población local también forma parte de la función de estos sectores.

### Industria manufacturera y otros sectores
Las industrias manufactureras se desarrollaron considerablemente en la década de 1970, sobre todo en la isla de Santa Cruz. La mayoría de las industrias dependen de las concesiones fiscales y de las ventajas financieras que obtienen por ser territorio estadounidense. Una fábrica de alúmina procesaba bauxita hasta diciembre de 2009. La refinería de petróleo Hovensa producía 495.000 barriles al día (78.700 metros cúbicos/d) y cerró en febrero de 2012. Los analistas que analizan la economía suelen señalar el cierre de la refinería de petróleo Hovensa, que había sido el mayor empleador del sector privado de las islas. Sin duda, esto afectó a la economía local, dejando a 2.200 personas sin trabajo.

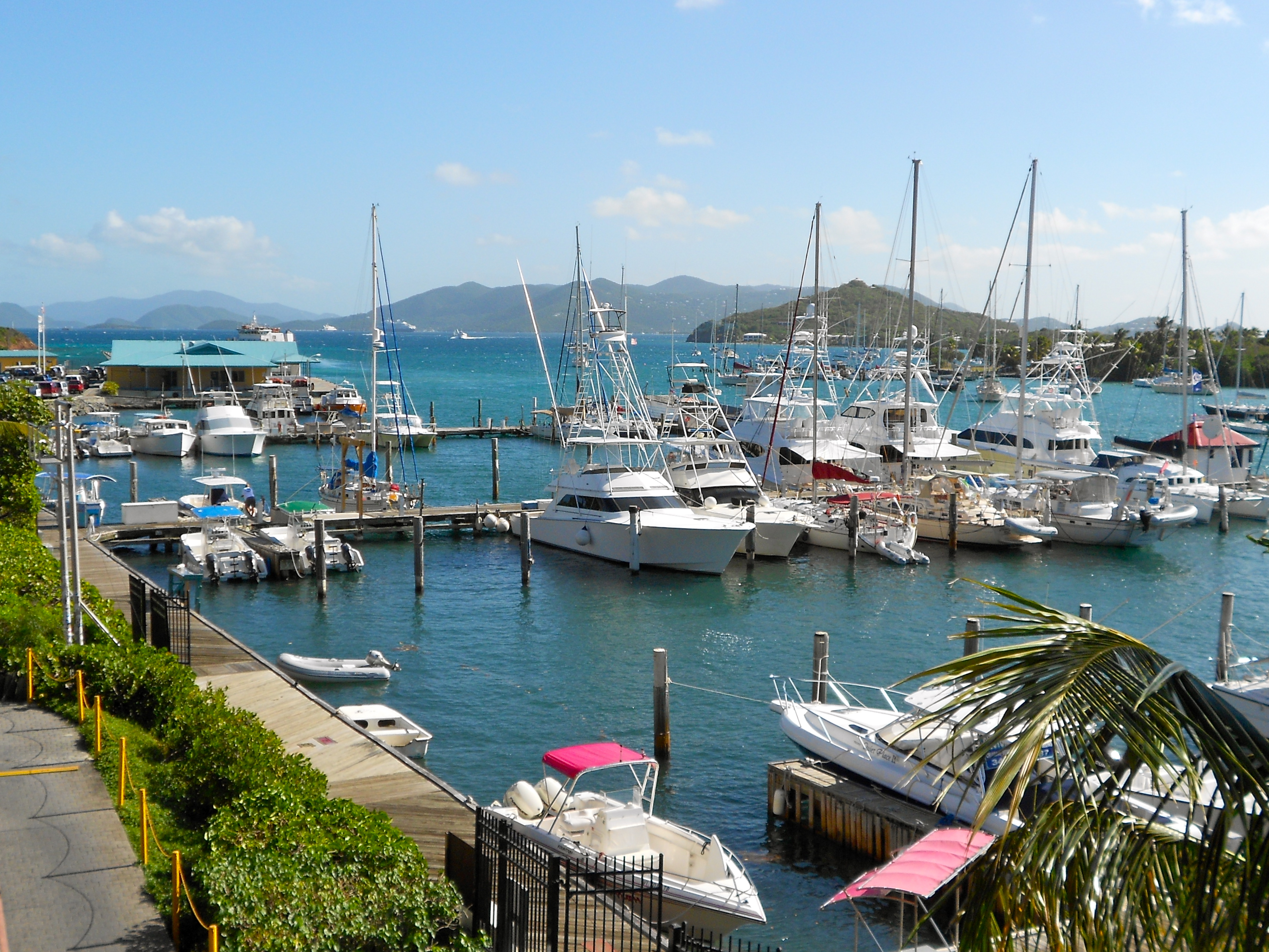
Puerto de Red Hook, Islas Vírgenes

En el último año de pleno funcionamiento de la refinería, el valor de los productos petrolíferos exportados fue de 12.700 millones de dólares. Las exportaciones de las islas cayeron tras el cierre de la refinería en 2012, de 3.339 millones de dólares a 2.627 millones. Sin embargo, las importaciones también cayeron, de 3.056 millones de dólares a 2.694 millones.
A finales de 2013, el Grupo de Investigación y Estadísticas del Banco de la Reserva de Nueva York señaló que el empleo en el sector manufacturero cayó un 50% en mayo de 2012, y otro 4% en noviembre de 2012, y que el PIB descendió un 13%, "debido principalmente a una caída del 80% en las exportaciones (sobre todo de petróleo refinado)". Por otro lado, el turismo y algunas otras industrias de servicios crecían en 2013.
El World Factbook de la CIA afirmaba en 2013 que "la economía sigue estando relativamente diversificada. Junto con una vibrante industria turística, las exportaciones de ron, el comercio y los servicios serán importantes fuentes de ingresos en los próximos años". Un grupo de investigación con sede en Nueva York hizo el siguiente comentario a finales de 2013: "De cara al futuro, observamos que el clima tropical y las pintorescas playas seguirán atrayendo turistas, y los recursos naturales son un buen augurio para la producción de ron". Sin embargo, el grupo también añadió que "también puede merecer la pena examinar la infraestructura física y el capital humano acumulados a lo largo de los años, con vistas a utilizarlos para otros tipos de actividad económica productiva".
El último informe (mayo de 2016) indicaba que había una media de 607 puestos de trabajo en el sector manufacturero. En comparación, había 1.487 empleos en recursos naturales y construcción y casi 11.000 personas trabajaban en algún aspecto de la agricultura en el primer semestre del año fiscal 2016.

## Demografía

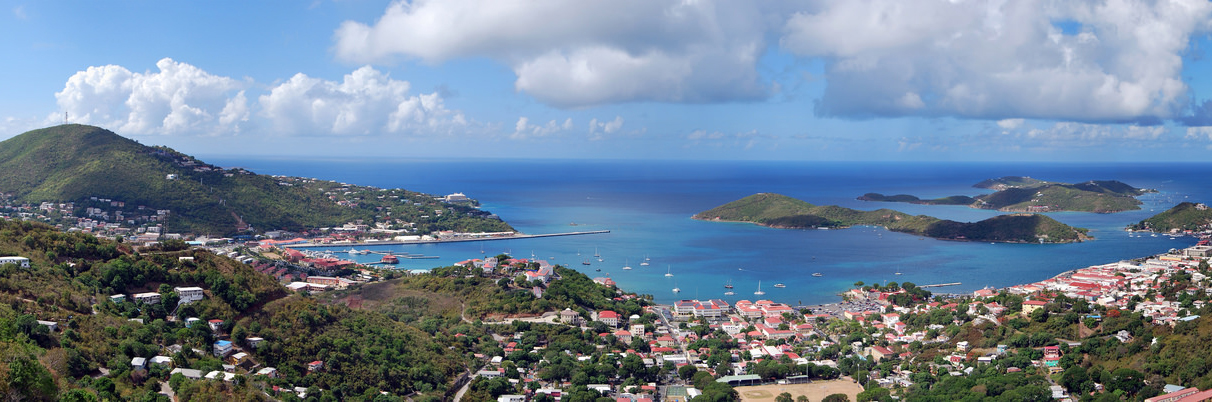
Charlotte Amalie, ubicada en la isla de Saint Thomas, es la capital y ciudad más poblada de las islas.

El 80 % de la población es de origen africano, el 15 % son blancos estadounidenses y europeos, mientras que un 5 % de la población es de origen puertorriqueño.
El idioma oficial más extendido y desarrollado es el inglés, que comprende aproximadamente el 80 % de la población. Por su parte, el idioma español es hablado por un sector importante de la población, especialmente por inmigrantes de Puerto Rico y la República Dominicana. Existen además inmigrantes de las islas de Dominica y Santa Lucía que hablan lenguas criollas derivadas del francés. La mayoría de la población habla una lengua criolla derivada del inglés.

### Religión
El cristianismo es la religión dominante en las Islas Vírgenes estadounidenses. Según el Pew Research Center, el 94,8% de la población era cristiana en 2010. Las mayores confesiones cristianas en el censo de 2010 eran los cristianos bautistas (32%), la Iglesia católica y la iglesia episcopal.

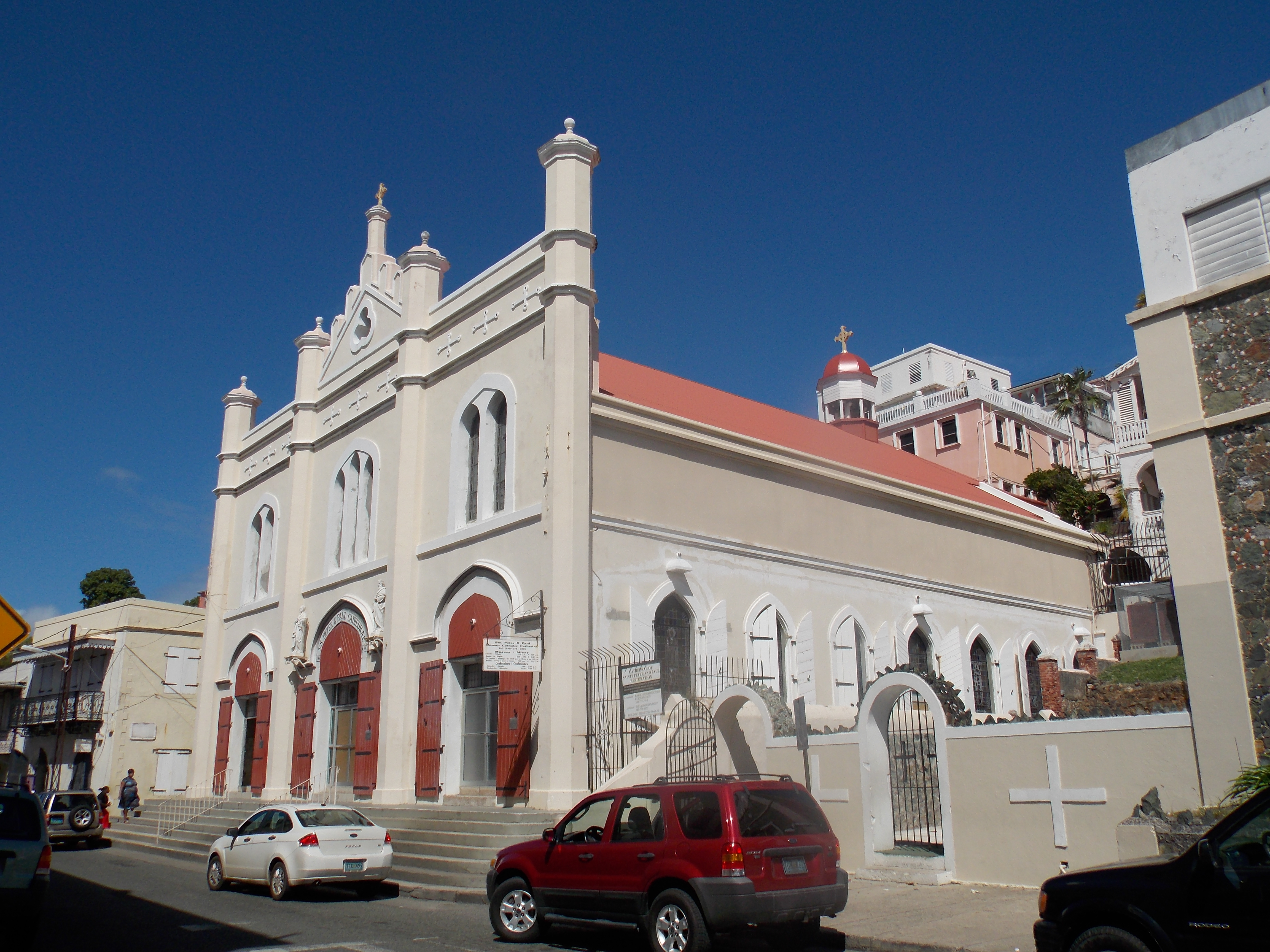
La Catedral católica de San Pedro y San Pablo en St. Thomas

Debido tanto a su pasado danés como a su presente estadounidense, el cristianismo en diversas ramas protestantes en las islas está muy extendido. Se introdujo por primera vez cuando el luteranismo llegó a las islas en la colonización danesa. La corona danesa también permitió otras tradiciones religiosas en las islas, como el anglicanismo, el catolicismo, la Iglesia Morava y otros grupos protestantes.
Históricamente, Santo Tomás y Santa Cruz son conocidas por los esfuerzos misioneros emprendidos por los misioneros moravos. Thomas y St. Croix son conocidas por la labor misionera de los misioneros moravos, a quienes la corte real danesa permitió llegar a las islas, pero que fueron objeto de escrutinio cuando denunciaron la esclavitud. Más tarde, con el cambio de lealtad de Dinamarca a Estados Unidos, llegaron varias tradiciones neoprotestantes, como el pentecostalismo, varios protestantes evangélicos y los adventistas del séptimo día.

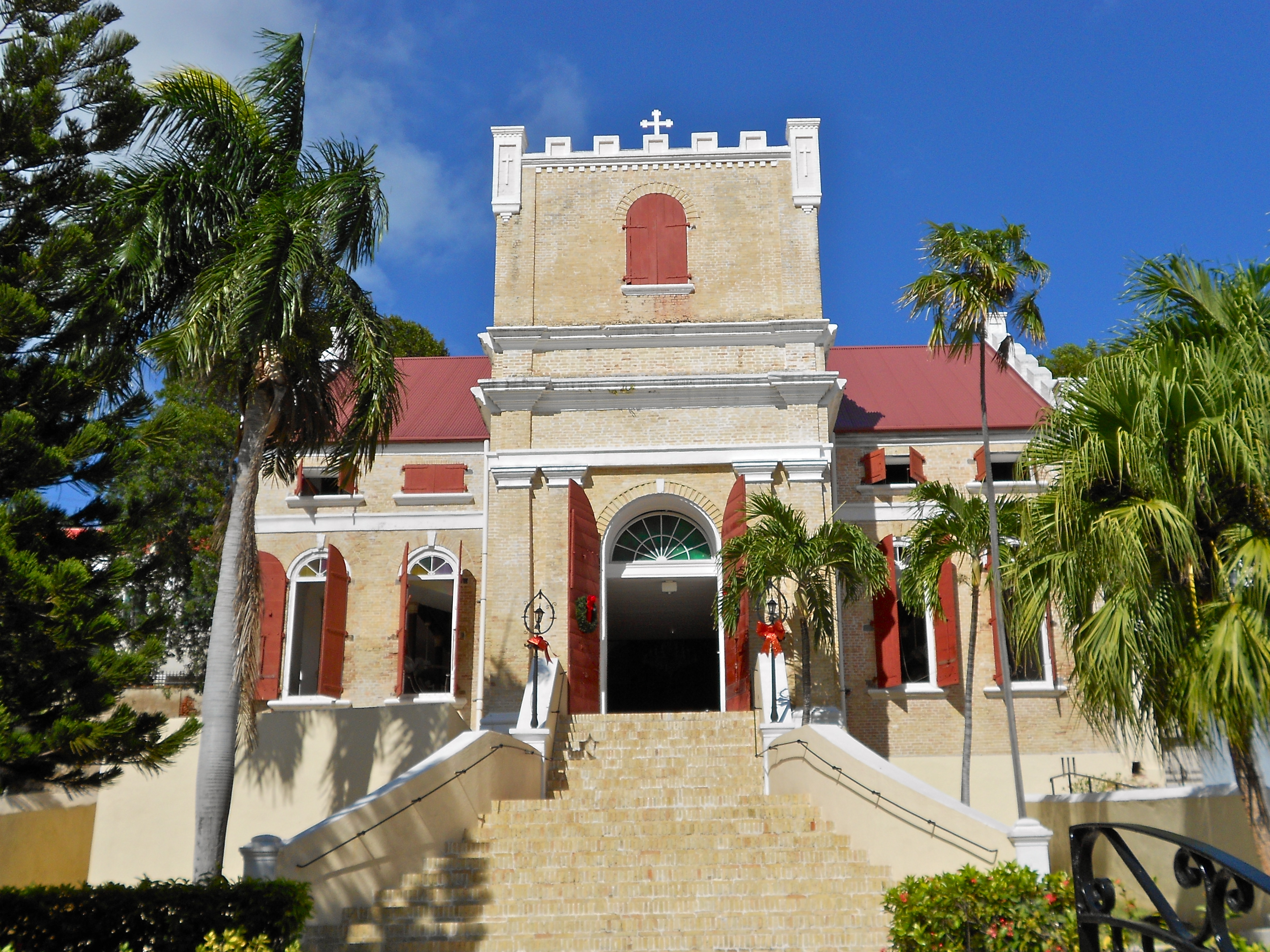
La Iglesia Luterana en el distrito histórico de Charlotte Amalie

También hay una fuerte presencia de católicos (hasta un 27% de los habitantes). La diócesis de Santo Tomás en las Islas Vírgenes (en latín: Diœcesis Sancti Thomae in Insulis Virgineis) es el territorio eclesiástico o diócesis de la Iglesia Católica que administra las Islas Vírgenes estadounidenses, concretamente las islas Santo Tomás, Santa Cruz y San Juan. La diócesis de Santo Tomás es la única diócesis sufragánea de la provincia eclesiástica de la archidiócesis metropolitana de Washington. Los obispos de Saint Thomas son miembros de la Conferencia de Obispos Católicos de Estados Unidos y también tienen estatus de observadores en la Conferencia Episcopal de las Antillas.
También predomina el rastafari. Santo Tomás alberga una de las comunidades judías más antiguas del hemisferio occidental, ya que los judíos sefardíes empezaron a establecerse en la isla en el siglo XVIII como comerciantes y mercaderes. La sinagoga de St. Thomas, en Charlotte Amalie, es la segunda más antigua en suelo estadounidense y la más antigua en cuanto a uso continuado. La población indocaribeña e india (sobre todo india sindhi) practica el hinduismo y el islam. Hay un templo hindú en La Grande Princesse (Santa Cruz) y otro en Frenchman's Bay (Santo Tomás).

### Educación
El Departamento de Educación de las Islas Vírgenes sirve como la agencia de educación del territorio, y tiene dos distritos: distrito Escolar de St. Thomas-St. John y distrito Escolar de St. Croix.

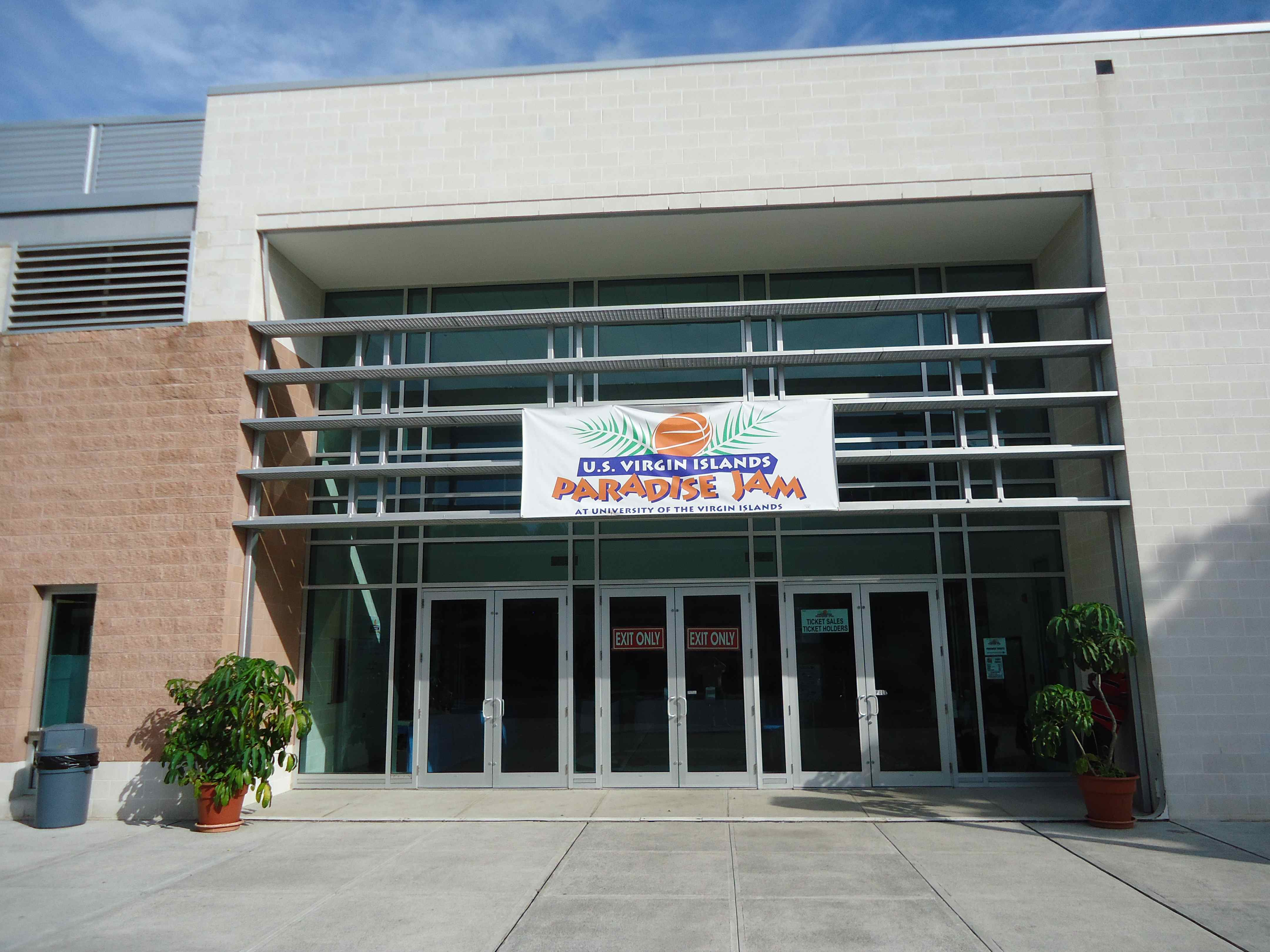
Universidad de las Islas Vírgenes

La Universidad de las Islas Vírgenes ofrece la educación superior que conduce a los grados de asociado, licenciado, y maestro, con sedes en St. Thomas y St. Croix.
La Universidad de las Islas Vírgenes (UVI) se fundó como College of the Virgin Islands el 16 de marzo de 1962. En 1986, se convirtió oficialmente en uno de los colegios y universidades históricamente negros. La institución también cambió su nombre en 1986 a Universidad de las Islas Vírgenes para reflejar el crecimiento y la diversificación de su currículo académico, programas de investigación y servicios a la comunidad regional. El 18 de agosto de 2010, el Tribunal de Apelaciones de los Estados Unidos para el Tercer Circuito decidió que las regulaciones de la universidad que prohíben signos y conductas que puedan causar angustia emocional eran inconstitucionales. El 5 de enero de 2021, el gobernador Albert Bryan firmó la Ley 8404, que honra al expresidente de la UVI, el Dr. Orville Edward Kean, por sus contribuciones a la Universidad de las Islas Vírgenes y renombró el campus de St. Thomas en su honor.
La universidad cuenta con dos campus y dos centros de extensión. El campus de 1,57 kilómetros cuadrados (388 acres) se inauguró en 1963 en St. Thomas, y en aquella época se llamaba College of the Virgin Islands. El campus Albert A. Sheen está en St. Croix.
Las extensiones incluyen un centro académico y un centro de investigación medioambiental, ambos en St. Este último campus está a 5 km de Charlotte Amalie, la capital del territorio. El campus de St. Thomas está situado sobre dos colinas y cuenta con su propia playa (playa de la bahía John Brewer), a la que se accede directamente desde la carretera principal que atraviesa el campus.

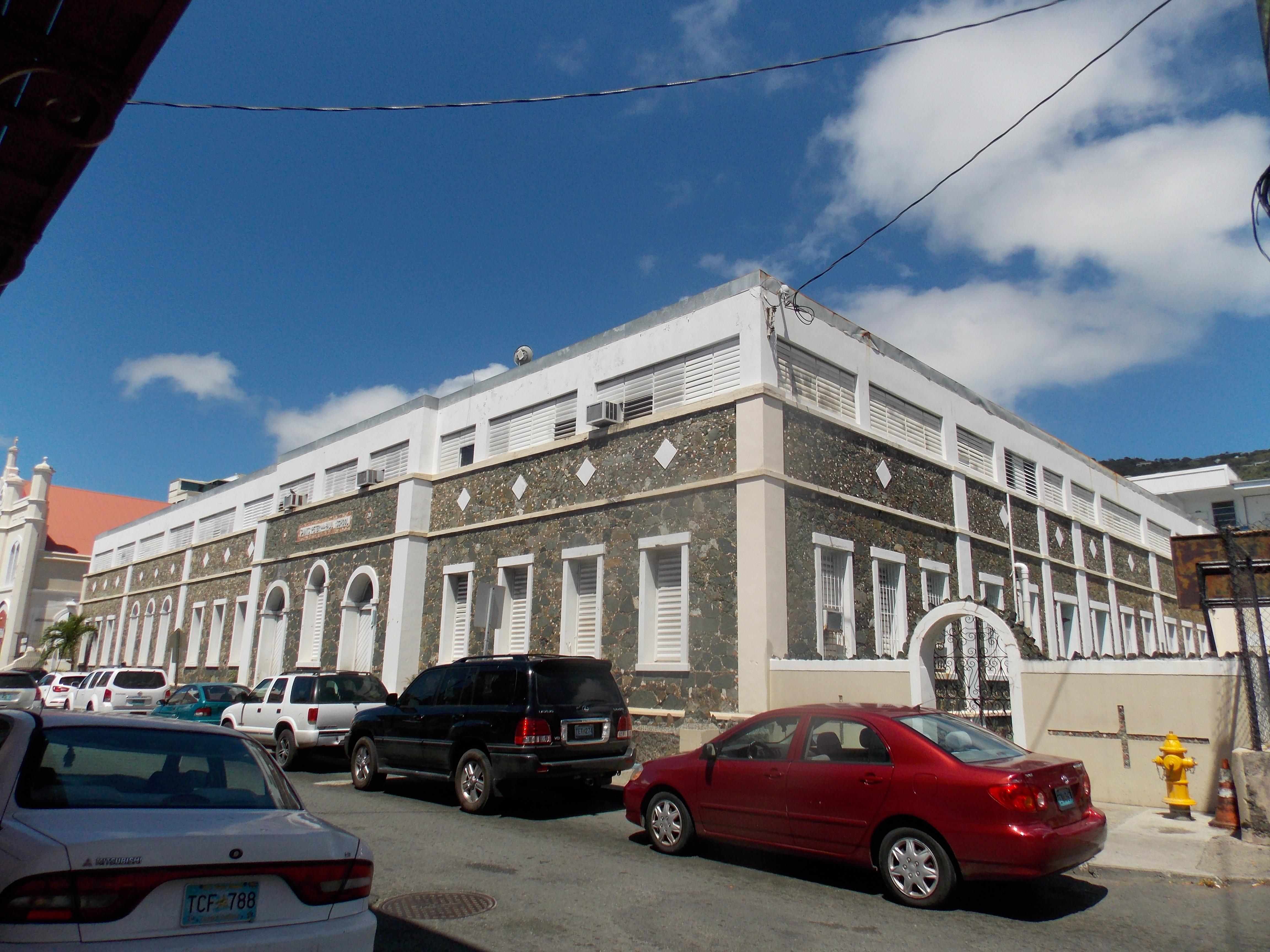
Escuela de San Pedro y San Pablo (Saints Peter and Paul School) en Charlotte Amalie

La mayoría de los edificios del campus de St. Thomas están hechos de roca volcánica y cemento. Esto hace que el campus no sólo sea estéticamente agradable, sino que también mejora la integridad estructural de las estructuras, ya que las Islas Vírgenes de EE. UU. son conocidas por experimentar temporadas de huracanes muy activas.
Thomas cuenta con un centro deportivo y de fitness de 5900 m² con un gimnasio adyacente de musculación y ejercicios aeróbicos, así como un campo de golf, pistas de tenis, canchas exteriores de baloncesto y voleibol, y campos de béisbol y fútbol. El centro deportivo y de fitness tiene capacidad para 3500 personas y acoge anualmente el torneo Paradise Jam para equipos de baloncesto de la NCAA continental.
En Santa Cruz hay una instalación deportiva al aire libre equipada con canchas de baloncesto, voleibol y tenis. También hay un pequeño gimnasio dentro del centro de actividades estudiantiles. St. Croix tiene grandes campos en frente, y normalmente son aceptables para uso atlético, pero tienden a inundarse durante las fuertes lluvias.

### Idiomas

#### Inglés y danés
El inglés es la lengua predominante. En 2010, el 17,2% de la población mayor de cinco años hablaba español, el 8,6% francés o criollo francés y el 2,5% otras lenguas.

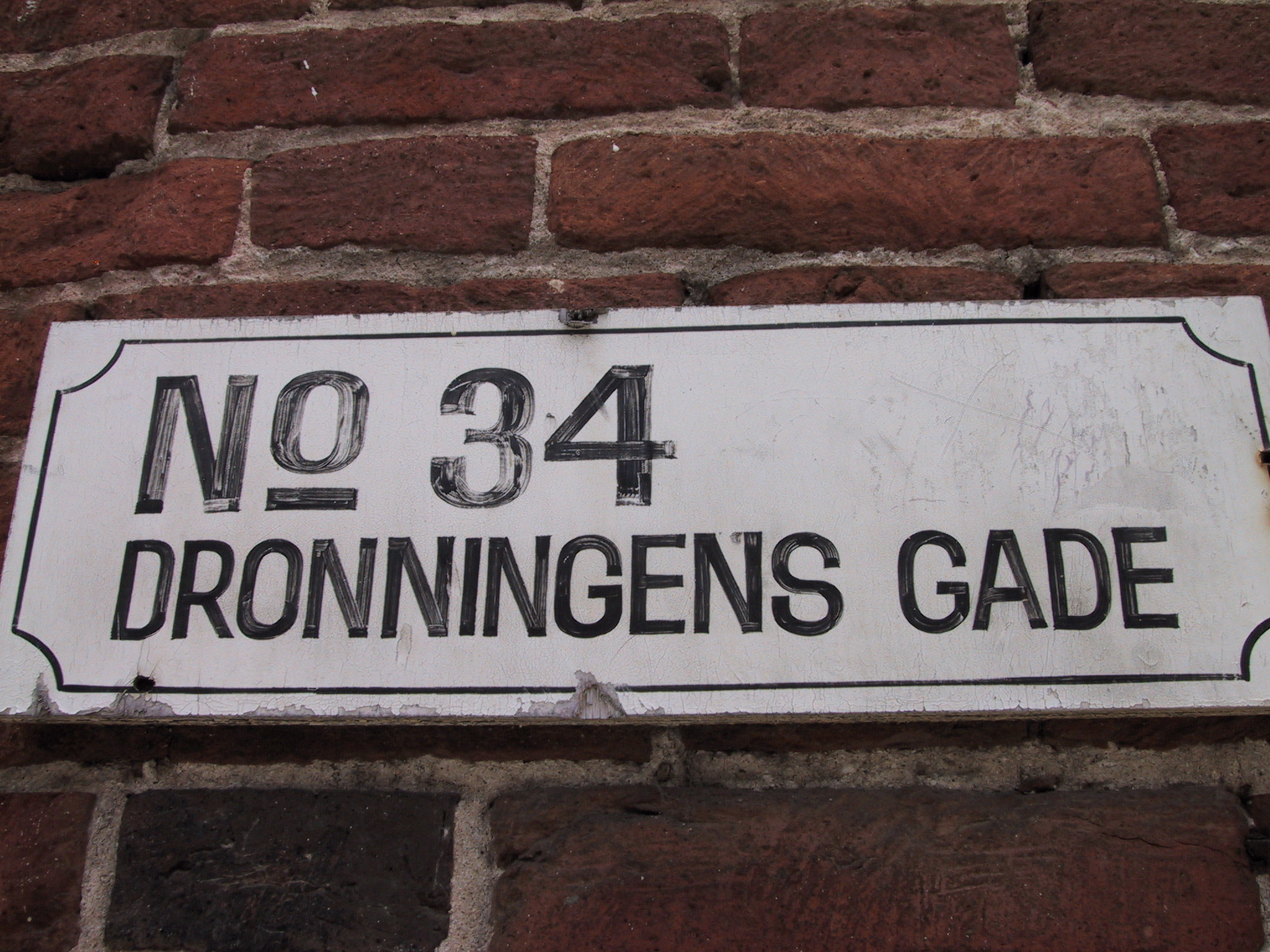
Una calle de Charlotte Amalie con su nombre escrito en danés

El inglés es la lengua que domina en las islas desde 1917, cuando el archipiélago paso de Dinamarca a Estados Unidos. Bajo el dominio danés, la lengua oficial era el danés, pero sólo era la lengua de la administración y la hablaban los daneses, una ínfima minoría de la población general que ocupaba principalmente funciones administrativas en la sociedad antillana danesa colonial. Los topónimos y apellidos de origen danés-noruego siguen siendo comunes.
Aunque las Islas Vírgenes de EE. UU. fueron una posesión danesa durante la mayor parte de su historia colonial, el danés nunca fue una lengua hablada entre la mayoría de la población, blanca o no danesa, ya que la mayoría de los propietarios de plantaciones y esclavos eran de ascendencia holandesa, inglesa, escocesa, irlandesa o española.
Incluso durante la posesión danesa, el neerlandés, otra lengua germánica como el danés, fue más común, al menos durante algunos de esos 245 años, concretamente en St. Thomas y St. John, donde la mayoría de los colonos europeos eran holandeses. En St. Croix, el inglés era la lengua dominante. Croix fue propiedad de los franceses hasta 1733, cuando la isla fue vendida a la Compañía Danesa de las Indias Occidentales y Guinea. En 1741, había en la isla cinco veces más ingleses que daneses. El criollo inglés surgió en Santa Cruz más que el criollo neerlandés, más popular en Santo Tomás y San Juan. Otras lenguas habladas entonces en las Antillas danesas eran el irlandés, el escocés, el español y el francés, además del criollo inglés de las Islas Vírgenes.

#### Lenguas criollas

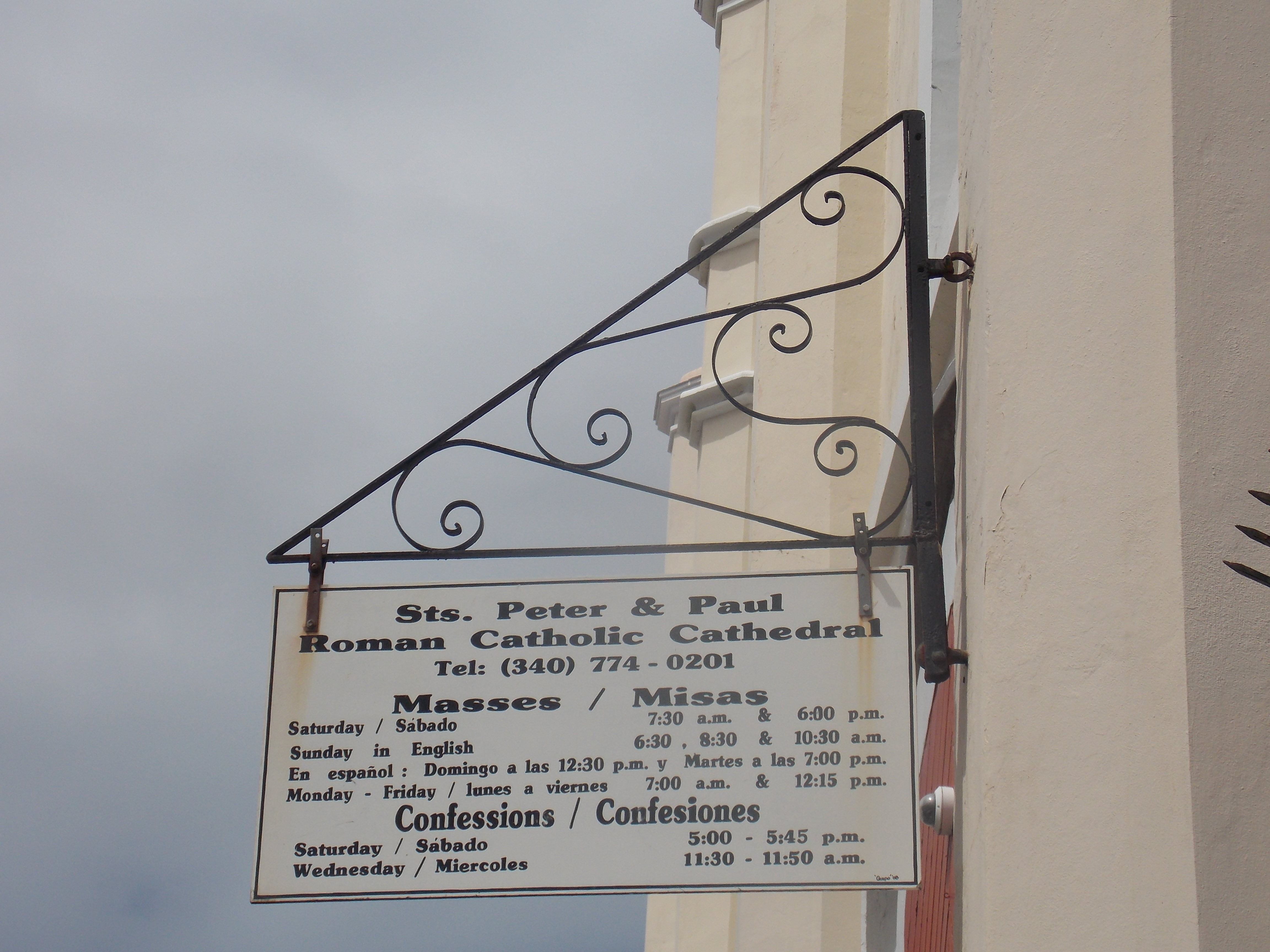
Un Aviso bilingüe en la catedral Católica de San Pedro y San Pablo escrito en inglés y español legado de la inmigración puertorriqueña a las Islas Vírgenes

El inglés criollo de las Islas Vírgenes, un criollo basado en el inglés conocido localmente como "dialecto", se habla en situaciones informales. La forma de criollo de las Islas Vírgenes que se habla en Santa Cruz, conocida como cruciano, es ligeramente distinta de la que se habla en Santo Tomás y San Juan. Dado que las Islas Vírgenes estadounidenses acogen a miles de inmigrantes de todo el Caribe, el español y varias lenguas criollas francesas también se hablan ampliamente.
En St. John, St. Croix y St. Thomas se hablaba antiguamente el negerhollands, una lengua criolla de origen neerlandés. El criollo surgió en las plantaciones a finales del siglo XVII o principios del XVIII, pero su prevalencia comenzó a disminuir a principios y mediados del siglo XIX, a medida que aumentaba el uso del inglés y del criollo de las Islas Vírgenes. El último hablante de negerhollands murió en 1987, y la lengua se considera extinta.

#### Español
El español lo hablan sobre todo los puertorriqueños en Santa Cruz. La emigración puertorriqueña fue frecuente en los años 30, 40 y 50, cuando muchos puertorriqueños se trasladaron a Santa Cruz en busca de trabajo tras el colapso de la industria azucarera. Además, la compra por parte de la Marina estadounidense de dos tercios de la cercana isla puertorriqueña de Vieques durante la II Guerra Mundial provocó el desplazamiento de miles de viequenses hispanoblantes, muchos de los cuales se trasladaron a Santa Cruz por su tamaño y geografía similares. Los puertorriqueños de Santa Cruz, la mayoría de los cuales han vivido en la isla durante más de una generación, han mantenido viva su cultura al tiempo que la han integrado en la cultura y la sociedad local. Por ejemplo, en situaciones informales, muchos puertorriqueños de Santa Cruz hablan una combinación única de español y el dialecto cruciano local del inglés criollo. En Santa Cruz hay un mes de la herencia hispana que incluye a todos los hispanohablantes de diferentes países principalmente de Puerto Rico y República Dominicana. En 2017 después del paso de los huracanes Irma y María la Agencia Federal para el Manejo de Emergencias (Fema) habilito números de atención telefónica tanto en inglés como español en las islas.

## Cultura

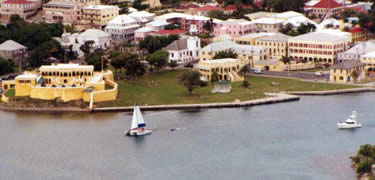
Christiansted, una de las ciudades más grandes de las Islas Vírgenes.

Al igual que gran parte de los caribeños que hablan inglés, la cultura de las Islas Vírgenes es sincrética, con influencias derivadas principalmente de África Occidental, Europa y América. Aunque los daneses controlaron las actuales Islas Vírgenes de los Estados Unidos durante muchos años, el idioma dominante desde el siglo XIX ha sido una base de inglés con criollo, y las islas siguen siendo sumamente receptivas a la cultura anglosajona más que a cualquier otra.
Los neerlandeses, los franceses y los daneses también contribuyeron elementos a la cultura de las islas, como también inmigrantes del mundo árabe, de India y otras islas del Caribe. La única influencia importante en la cultura de las Islas Vírgenes, proviene de los africanos esclavizados para trabajar cañaverales desde el siglo XVII al siglo XIX. Estos esclavos africanos trajeron consigo tradiciones de toda una franja de África, incluyendo lo que es ahora Nigeria, Senegal, la República del Congo, Gambia y Ghana.

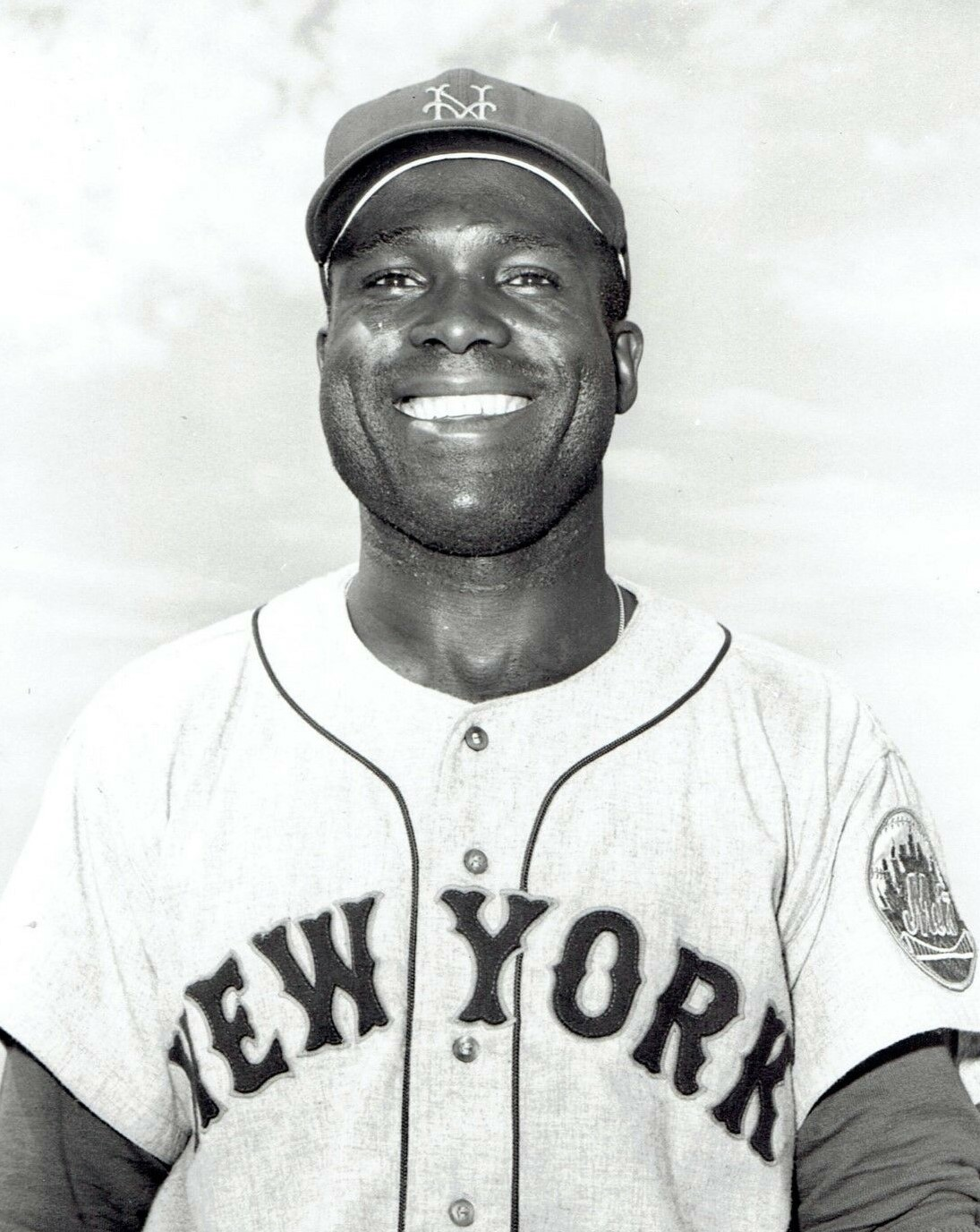
Joe Christopher fue un beisbolista de las Islas Vírgenes de Estados Unidos que alcanzo las Grandes Ligas y llegó a jugar en otros países como República Dominicana, México y Puerto Rico

La cultura de las Islas Vírgenes sigue experimentando una criollización, el resultado de la migración caribeña y el contacto cultural con otras islas de la región, como también con los Estados Unidos.
La migración ha alterado el paisaje social del archipiélago, pues en las Islas Vírgenes de los Estados Unidos la mayoría de los residentes nacidos en el país pueden rastrear su ascendencia a otras islas del Caribe.

### Medios de comunicación
Las islas cuentan con varias emisoras de radio AM y FM (la mayoría en Santo Tomás y Santa Cruz) que emiten programas musicales, religiosos y de noticias. Las cadenas de televisión de máxima y mínima potencia se reparten entre Santo Tomás y Santa Cruz. Entre los periódicos figuran:
- The Avis, impreso diariamente en St.Croix
- The Virgin Islands Daily News,[98] impreso diariamente en St. Thomas
- St. John Tradewinds,[99] distribuido semanalmente en St. John
- St. Thomas - St. John This Week[100] (sólo en línea)
- St. Thomas Source[101] (sólo en línea)
- St. Croix Source[102] (sólo en línea)
- St. John On Island Times,[103] noticias e información sobre St. John, USVI
- The Virgin Islands Consortium (sólo en línea)

### Bibliotecas
Poco después de convertirse en territorio estadounidense en 1917, la primera biblioteca pública fue aceptada formalmente como regalo de la Cruz Roja juvenil. La biblioteca de St. Thomas abrió sus puertas en diciembre de 1920. La biblioteca ocupaba locales alquilados y se trasladaba con frecuencia. Entre 1929 y 1933, la Carnegie Corporation de Nueva York concedió subvenciones a las Islas Vírgenes estadounidenses para el desarrollo de los servicios bibliotecarios mediante el envío de bibliotecarios, la financiación de libros y la formación del bibliotecario supervisor.

Biblioteca pública Enid M. Baa en Charlotte Amalie, Islas Vírgenes de Estados Unidos

Una pionera temprana y perdurable de las bibliotecas en las Islas Vírgenes fue Enid M. Baa. Baa fue una de las cuatro primeras graduadas del instituto de St. Thomas y participó en la creación de la primera biblioteca del instituto. Poco después de graduarse, fue seleccionada por la Fundación Carnegie y el gobernador Pearson para una beca especial en la Escuela de Biblioteconomía del Instituto Hampton. Tras graduarse en 1933, la Sra. Baa regresó a las Islas Vírgenes para ser nombrada por el gobernador Pearson Bibliotecaria Supervisora de las Islas Vírgenes. Fue la primera mujer en ocupar un cargo en el gobierno de las Islas Vírgenes. 
En 1943, Baa regresó a Estados Unidos para completar sus estudios en la Universidad de Columbia y trabajó en el campo de las bibliotecas. Entre los puestos que ocupó destacan el de Jefa de la Sección de Catalogación de Publicaciones Seriadas de la biblioteca de las Naciones Unidas y el de Especialista en Catalogación de materiales en español o portugués de la biblioteca pública de Nueva York. En 1954 fue nombrada Directora de Bibliotecas y Museos del Gobernador Archibald Alexander. 
En 1955 recibió la beca de la Fundación John Jay Whitney por su contribución a la conservación de los registros de los judíos sefardíes de las Islas Vírgenes y la reindexación de estos registros en un fichero de tarjetas. En los documentos se pueden encontrar los registros familiares del senador estadounidense Judah P. Benjamin, el artista Camille Pissarro, el pionero de la medicina Jacob Da Costa, etc.
El sistema de bibliotecas públicas de las Islas Vírgenes de EE. UU. consta actualmente de cinco bibliotecas. Tres en Santa Cruz: la biblioteca pública Athalie McFarlane Peterson en Frederiksted, y la biblioteca regional para ciegos y discapacitados Físicos y la biblioteca rública Florence Augusta Williams, ambas en Christiansted. Una en San Juan, la biblioteca pública y Museo de Artes Culturales Elaine Ione Sprauve, en Cruz Bay. Mientras que St. Thomas tiene dos: Charles Wesley Turnbull Regional Public Library en Estate Tutu y Enid M. Baa Public Library and Archives en Charlotte Amalie, la biblioteca Enid M. Baa está actualmente cerrada al público y se utiliza con fines administrativos. El Sistema de Bibliotecas Públicas de las Islas Vírgenes de EE. UU. está administrado por la División de Bibliotecas, Archivos y Museos del Departamento de Planificación y Recursos Naturales de las Islas Vírgenes de EE. UU.

### Música
La música de las Islas Vírgenes refleja los antiguos lazos culturales antillanos con las naciones insulares del sur, la herencia africana de las islas y la historia colonial europea, así como influencias norteamericanas recientes. Aunque las Islas Vírgenes de Estados Unidos y las Islas Vírgenes Británicas están políticamente separadas, mantienen estrechos vínculos culturales. De sus vecinos, las Islas Vírgenes han importado varios géneros musicales pancaribeños, como el calipso y la soca de Trinidad y el reggae de Jamaica.
La principal forma de música autóctona es la banda scratch (también llamada ''Fungi band'' en las Islas Vírgenes Británicas), que utiliza instrumentos improvisados como calabazas y tablas de lavar para hacer un tipo de música llamada ''Quelbe''. También es popular una canción folclórica de las Islas Vírgenes llamada ''cariso'', así como la bamboula de Santo Tomás. La cuadrilla es la danza folclórica tradicional de las islas, e incluye variedades como la Cuadrilla Imperial de Santa Cruz y la Cuadrilla Alemana Plana de Santo Tomás. Los Heritage Dancers son un respetado cuerpo de baile que interpreta danzas folclóricas tradicionales de las Islas Vírgenes y de otros lugares.
La cultura de las Islas Vírgenes es sincrética, basada principalmente en las culturas africana, europea y  americana. Aunque los daneses controlaron las actuales Islas Vírgenes estadounidenses durante muchos años, la lengua dominante ha sido un criollo de base inglesa desde el siglo XIX, y las islas siguen siendo mucho más receptivas a la cultura popular en lengua inglesa que a cualquier otra. Los holandeses, los franceses y los daneses también aportaron elementos a la cultura isleña, al igual que los inmigrantes del mundo árabe, la India y otras islas del Caribe. Sin embargo, la mayor influencia en la cultura moderna de las Islas Vírgenes procede de los africanos esclavizados para trabajar en los campos de caña desde el siglo XVII hasta mediados del XIX. Estos esclavos africanos trajeron consigo tradiciones de una amplia franja de África, como la actual Nigeria, Senegal, los dos Congos, Gambia y Ghana.
Hasta mediados del siglo XX, las Islas Vírgenes estaban muy aisladas culturalmente de la música popular internacional. En la década de 1960, el crecimiento del turismo provocó una afluencia de inmigrantes para cubrir los puestos de servicio que creaba la industria turística. Estos inmigrantes trajeron consigo muchos estilos de música popular, que se popularizaron con el crecimiento de los medios de comunicación de masas en las islas, incluidas la televisión y la radio.
En la década de 1980, las Islas Vírgenes albergaban muchos estilos importados, especialmente salsa, reggae, soca, merengue y rock. El jazz, la música clásica occidental y el teatro musical, junto con las estrellas internacionales del pop, eran intereses habituales de la población, mientras que los jóvenes de las islas formaban bandas y grupos de baile que interpretaban estilos populares en todo el Caribe, principalmente de influencia latina, jamaicana y trinitense, como la salsa, el reggae, el steelpan y la soca. La gran población puertorriqueña de las Islas Vírgenes hizo que la música popular de Puerto Rico y la República Dominicana siguiera siendo una parte importante de la industria de las islas.

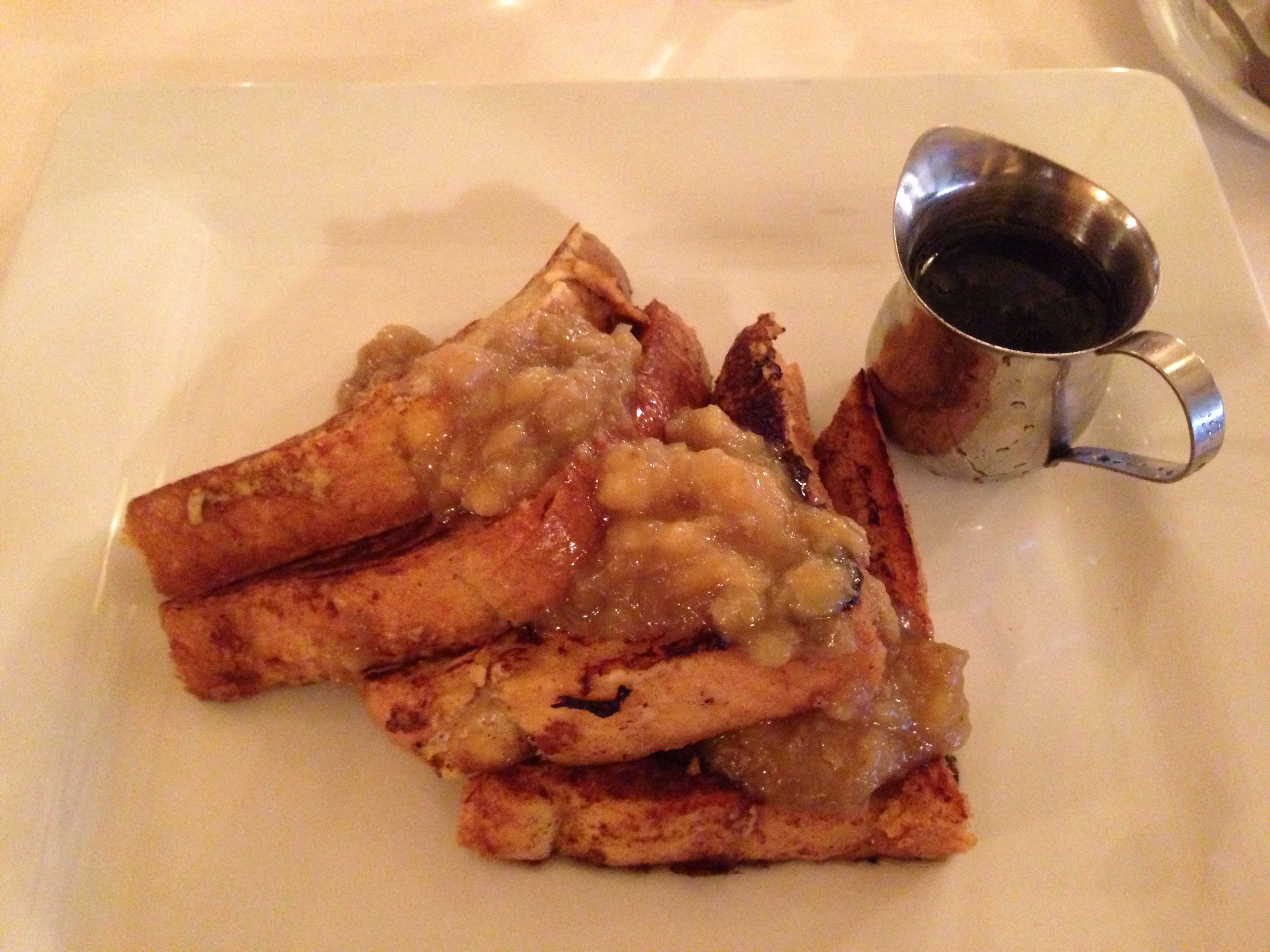
Tostadas de plátano y queso Foster en las Islas Vírgenes de Estados Unidos

### Gastronomía
La comida tradicional tiende a ser picante y abundante. Muchos de los alimentos son importados debido al gusto adquirido por la comida extranjera. Los agricultores locales cultivan frutas y verduras y crían animales. Sus productos se venden en mercados locales al aire libre, mientras que los supermercados suelen tener sólo alimentos importados. Los restaurantes de lujo suelen atender a los turistas, sirviendo una combinación de platos norteamericanos con toques tropicales y cocina local. Un ejemplo de ello es la adición de mango y especias caribeñas al salmón, un pescado no tropical.
El fungi es uno de los principales alimentos de la dieta tradicional de las Islas Vírgenes. Consiste en harina de maíz hervida y cocida hasta obtener una consistencia espesa junto con quimbombó. Se suele comer con pescado hervido o salado.
El callaloo (a veces deletreado kallaloo) es una sopa hecha de arbusto/hoja de callaloo, a menudo sustituida por espinacas. Se compone de varias carnes y quimbombó, y se hierve hasta obtener un guiso espeso.
Debido a la migración intercaribeña, muchos alimentos de otros países del Caribe han sido adoptados por la cultura culinaria de las Islas Vírgenes. Por ejemplo, un plato popular es el roti, de origen indo-trinitense, que consiste en verduras y carne al curry envueltas en una masa fina como el papel.
Las frutas que se consumen en las Islas Vírgenes son: manzana de azúcar, mango, papaya, guanábana, genip, uvas de mar, tamarindo (puede hacerse en un guiso dulce o enrollarse en bolas dulces) y bayas de ganso (pequeña fruta verde ácida, más pequeña que una uva). Estas frutas se suelen guisar con azúcar como tentempié.
El "té de arbusto", término general que designa cualquier infusión de hierbas derivada de plantas autóctonas (incluida la hierba limón), es la bebida caliente preferida en las Islas Vírgenes. Las bebidas frías más populares son el maubi, la acedera, la guanábana, el musgo marino y la fruta de la pasión. También son populares las bebidas con raíz de jengibre.

## Deportes

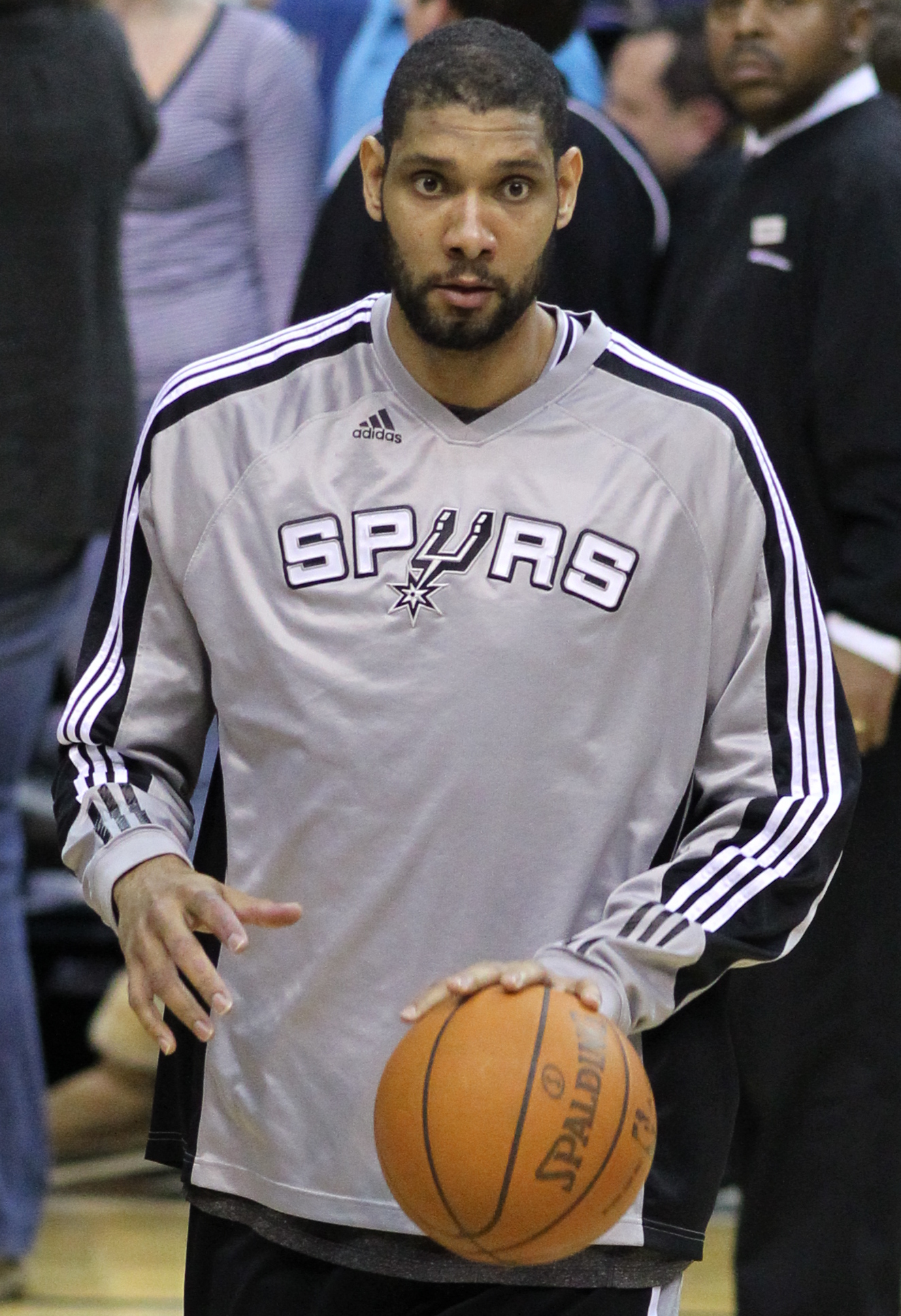
Duncan con los Spurs en 2011

En las Islas Vírgenes estadounidenses los deportes más populares son el baloncesto, donde incluso ha obtenido logros a nivel de selección; el béisbol, aunque no con los mismos resultados, y el fútbol aunque este es menos popular. 
En Islas Vírgenes nació Tim Duncan, jugador de baloncesto de la NBA, de la que fue 5 años campeón y 2 años jugador más valioso, retirado en 2016 y que jugó en San Antonio Spurs.